# Silésia (voivodia)
Voivodia da Silésia (em polonês/polaco: województwo śląskie) é uma unidade do governo local, uma unidade da divisão administrativa da Polônia e uma das 16 voivodias, com capital em Katowice. Possui uma área de 12 333,09 km², localizada na área das Terras Baixas da Silésia, planalto da Silésia-Cracóvia, bacia de Oświęcim, sopé ocidental das Besquides e Besquides Ocidentais. Cobre a parte oriental da Alta Silésia e a parte ocidental da Pequena Polônia, incluindo a bacia do Dabrowa, a bacia de Cracóvia, a região de Żywiec e Częstochowa. Ela é habitada por cerca de 4,52 milhões de habitantes. É a voivodia com maior grau de urbanização e densidade populacional.
A voivodia da Silésia é a única voivodia da Polônia com mais cidades com direitos de condado (19) do que condados (17). É o lar da única União metropolitana da Polônia - a Metrópole da Alta Silésia e Zagłębie.

## História

Evolução territorial da voivodia da Silésia (Katowice) desde 1920

A voivodia da Silésia foi criada pela primeira vez na Segunda República Polonesa. Tinha um escopo de competências muito mais amplo do que outras voivodias polonesas da época e cobria todas as terras históricas da Alta Silésia, que se encontravam na Polônia entre guerras (incluindo Katowice, Rybnik, Pszczyna, Wodzisław Śląski, Żory, Mikołów, Tychy, Królewska Huta, Tarnowskie Góry, Miasteczko Śląskie, Woźniki, Lubliniec, Cieszyn, Skoczów, Bielsko). Esta voivodia não incluiu - ao contrário da atual - as terras e cidades da primeira, pré-partição da Primeira República Polonesa. Destas últimas, a parte sul foi incluída na voivodia da Cracóvia (Żywiec, Wilamowice, Biała Krakowska e Jaworzno), enquanto a parte nordeste (incluindo Będzin, Dąbrowa Górnicza, Sosnowiec, Częstochowa, Myszków, Szczekociny, Zawiercie, Sławków), pertenceu à voivodia de Kielce.
Como consequência da agressão da Alemanha nazista contra a Polônia (Campanha de Setembro), o decreto de Hitler sobre a divisão e administração dos territórios orientais foi emitido em 8 de outubro de 1939. Foi criada a Província da Silésia (Gau Schlesien) com sede em Breslávia. Consistia em quatro distritos fictícios: Katowice, Opole, Wrocław e Legnica. A região de Katowice compreendia os seguintes condados: Katowice, Chorzów, Tarnowskie Góry, Bytom, Zabrze, Gliwice, Frysztacki, Cieszyn, Bielsko, Biała, Żywiec, Pszczyński, Sosnownikiec, Będowbits de Wzaniach, e alguns, Povadzin de Wzaniats, Ryzicki e Chrzanus de Ryzadzin e alguns, Ryzanbits de Wzanny. No entanto, de acordo com o decreto de Hitler de 12 de outubro de 1939 sobre o estabelecimento do Governo Geral (Generalgouvernement), Częstochowa pertencia ao Governo Geral.
Em 1941, houve uma divisão administrativa da Província da Silésia (Provinz Schlesien), como resultado da qual a Província da Alta Silésia (Provinz Oberschlesien) foi criada:
- Distrito de Katowice (Regierungsbezirk Kattowitz) - toda a voivodia da Silésia sem o condado de Lubliniec, condado de Będzin e parte do condado de Olkusz da voivodia de Kielce, assim como Bialski, Żywiecki e parte dos condados de Chrzanowski e Wadowicki da voivodia da Cracóvia;
- Distrito de Opole (Regierungsbezirk Oppeln) - o condado de Lubliniec da voivodia da Silésia e parte dos condados de Częstochowa e Zawiercie da voivodia de Kielce.

Após a guerra, nos anos de 1945–1950, existiu a voivodia da Silésia (comumente referida como voivodia de Śląsko-Dąbrowskie), que cobriu a grande maioria do território da atual voivodia da Silésia (principalmente sem a vizinhança de Częstochowa, Żywiec e Jaworzno) e a voivodia de Opolskie (sem Brzeg e Namysłów). Em 1950, a voivodia de Śląsko-Dąbrowskie foi dividida nas voivodias de Opolskie e Katowice. Apenas esta última tinha fronteiras semelhantes às modernas.
A atual voivodia da Silésia foi criada em 1999 a partir das voivodias da divisão administrativa anterior:
- Katowice (exceto as comunas dos condados de Olkusz e Chrzanów[a] e a comuna de Brzeszcze do condado de Oświęcim);
- Bielski (com exceção das comunas dos condados de Sucha, Wadowicki e Oświęcim);
- Częstochowa (exceto as comunas atualmente localizadas nos condados de Oleski (6 comunas), Pajęczański (3 comunas), Radomszczański (2 comunas) e Włoszczowa (3 comunas).

## Geografia

Mapa geográfico da voivodia da Silésia

Segundo dados de 1 de janeiro de 2014, a área da voivodia era de 12 333,09 km², o que corresponde a 3,9% da área da Polônia.

### Localização administrativa

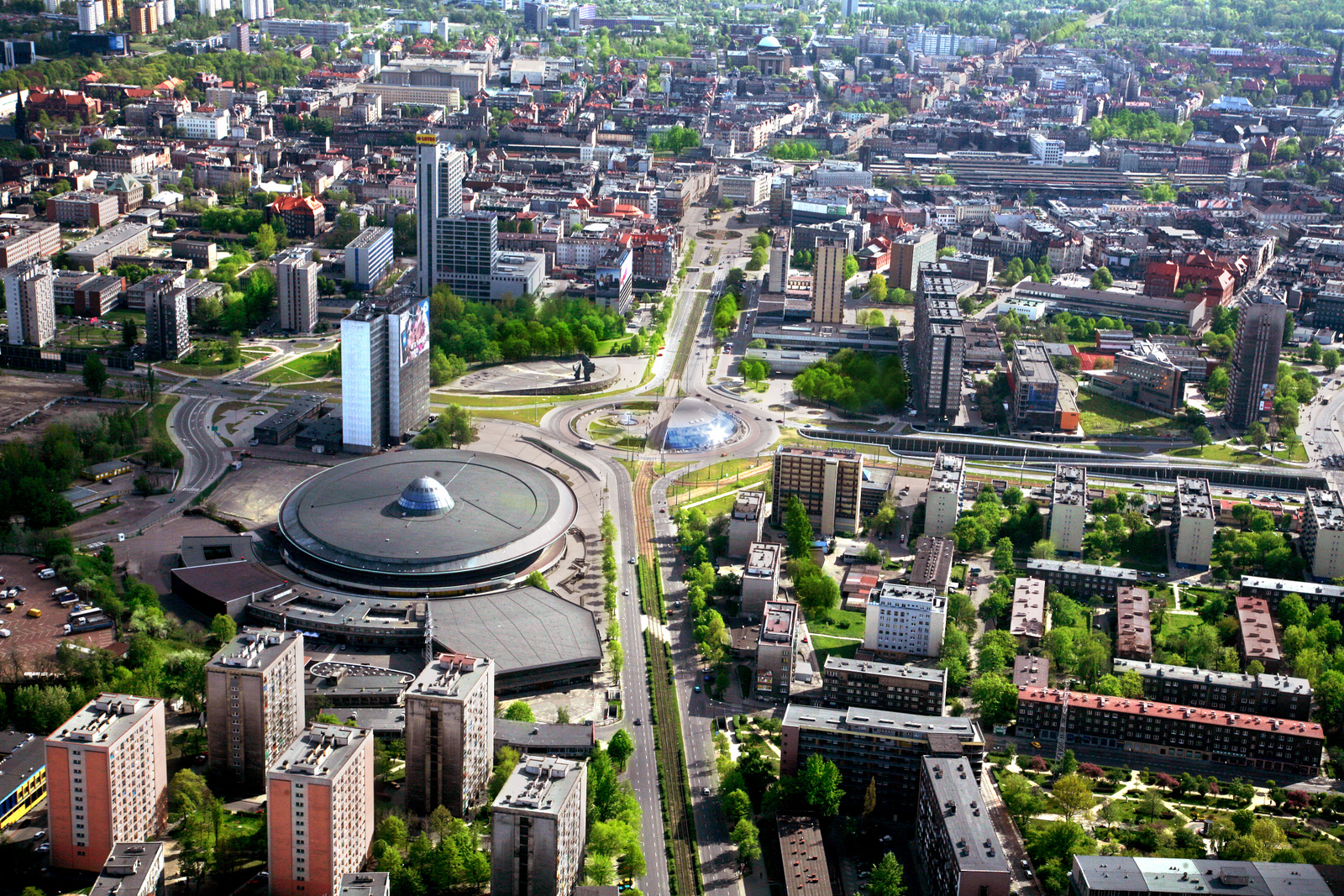
Katowice

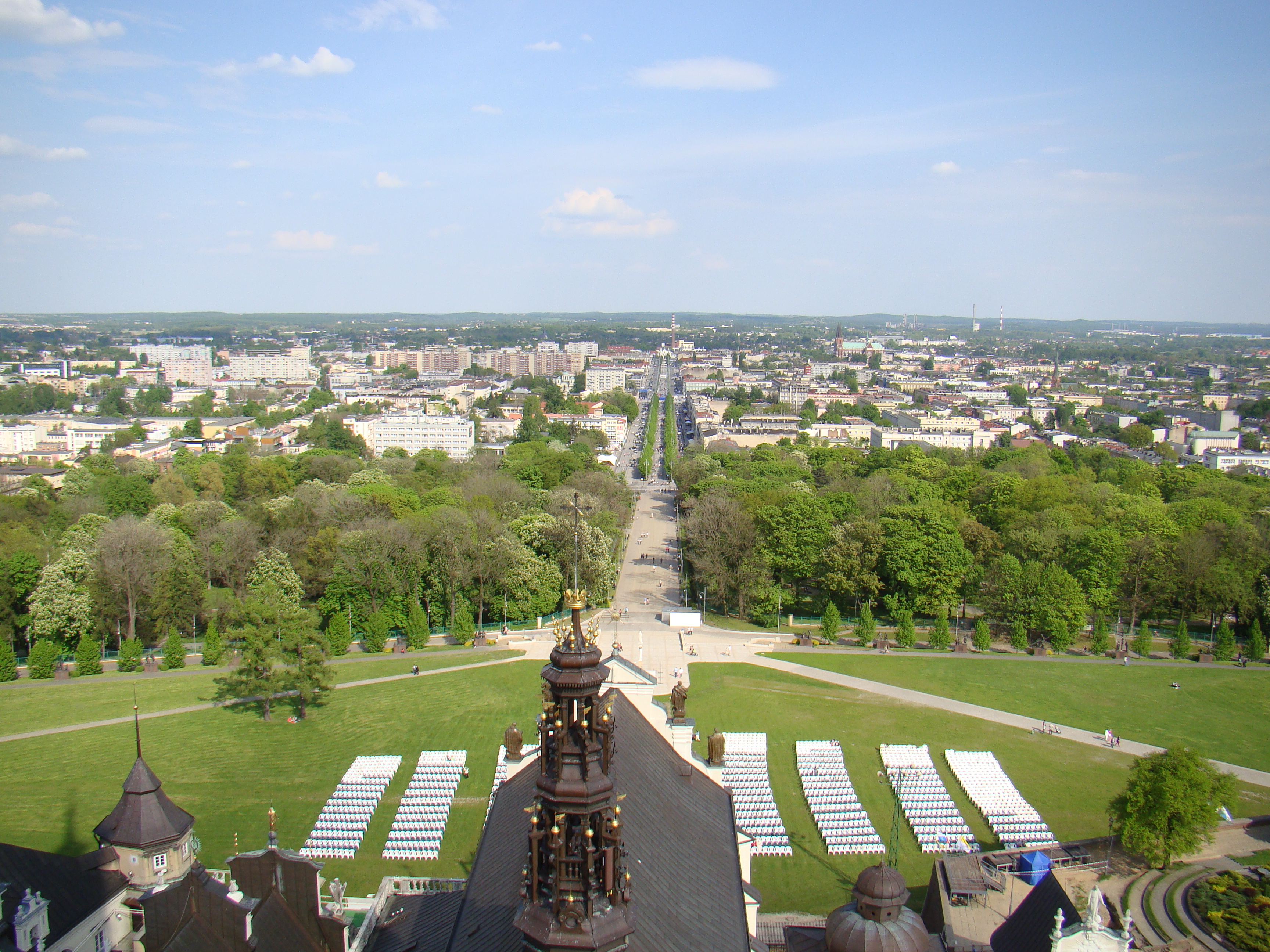
Częstochowa

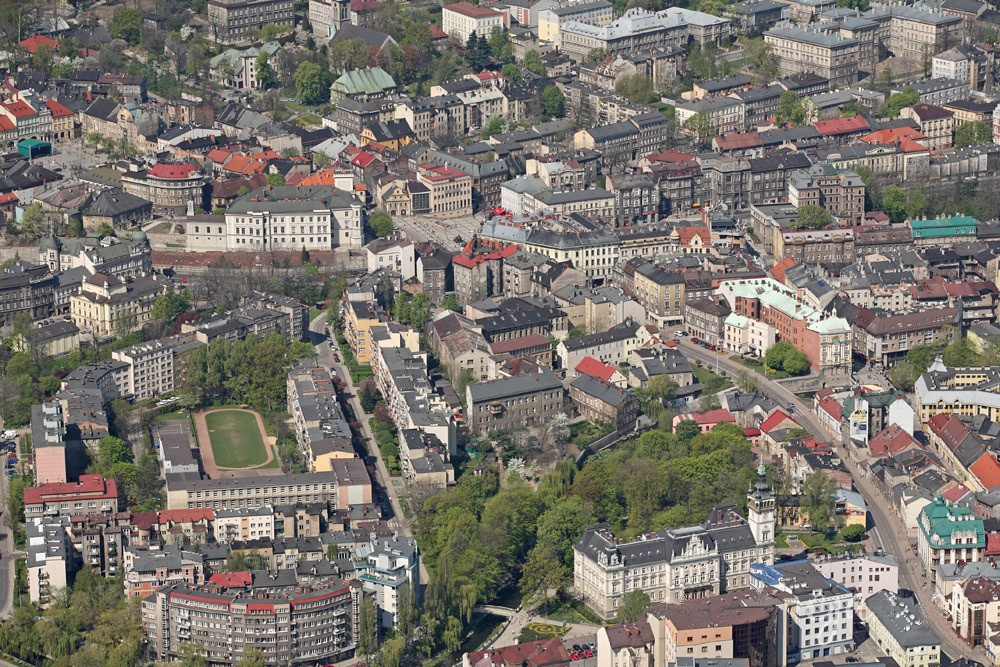
Bielsko-Biała

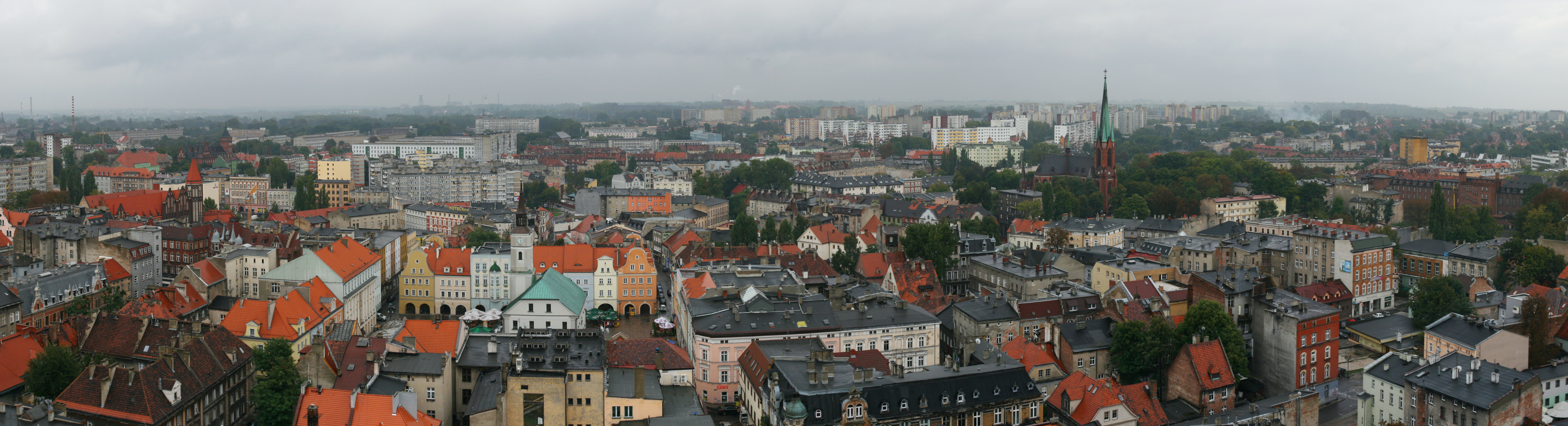
Gliwice

A voivodia está localizada no sul da Polônia e faz fronteira com:
- República Tcheca (com a região da Morávia-Silésia) em uma extensão de 142,9 km ao sul;
- Eslováquia (com a região da Žilina) em uma extensão de 85,3 km ao sul.

e com as voivodias:
- Pequena Polônia, ao longo de 273,4 km a leste;
- Santa Cruz, ao longo de 137,9 km a nordeste;
- Łódź, ao longo de 112,6 km ao norte;
- Opole, ao longo de 230,9 km a oeste.

### Localização geográfica física
Geograficamente, a voivodia da Silésia pertence ao planalto da Silésia, ao planalto da Cracóvia-Częstochowa, à bacia de Oświęcim e às montanhas Besquides. Além disso, nessas áreas geográficas existem outras menores, como Garb Tarnogórski, o planalto Rybnik ou a bacia de Racibórz.

### Localização histórica

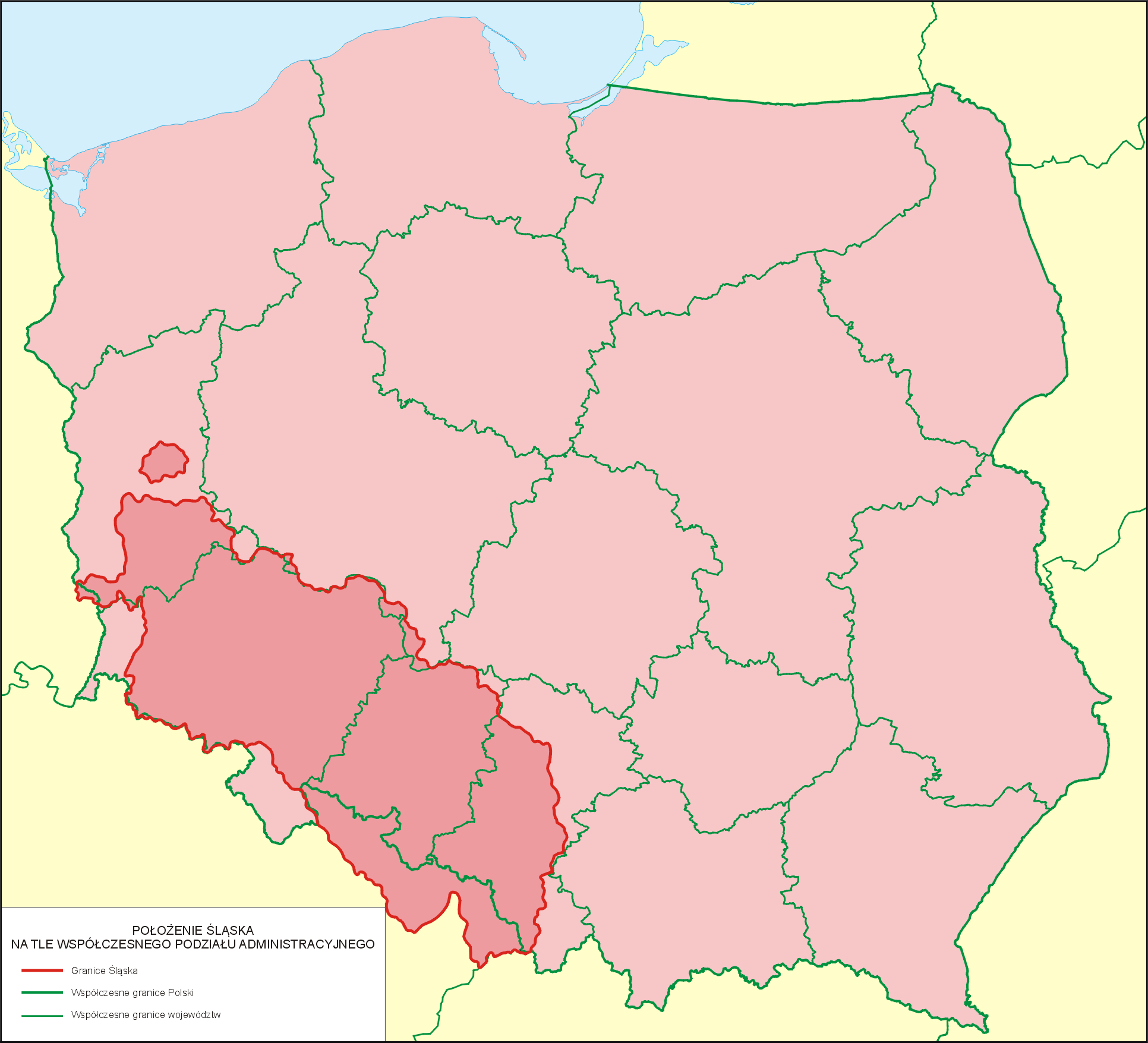
Terras históricas da Silésia no contexto da divisão administrativa da Polônia

A voivodia da Silésia cobre a parte oriental da Alta Silésia e a parte ocidental da Pequena Polônia. Além disso, algumas comunas do nordeste do atual condado de Częstochowa e um pedaço do condado de Kłobuck (depois de Liswarta) faziam parte da ex-voivodia de Sieradz, incluída na Primeira República da Polônia na voivodia da Grande Polônia.
Na atual voivodia, aproximadamente 48% da área é a histórica Alta Silésia, 45% da área é Pequena Polônia e aproximadamente 7% é Grande Polônia.
Muitos historiadores e ativistas regionais esquecem as terras históricas da Silésia que permaneceram com a Primeira República da Polônia (ou seja, o Ducado de Oświęcim-Zatorske e o Ducado de Żywiec como o Condado da Silésia e o Ducado de Siewier), que são incorretamente classificados como Pequena Polônia embora sejam terras históricas da Silésia.
Devido ao estado acima mencionado, o nome da voivodia causa polêmica. O mesmo se aplica ao brasão, que se refere apenas aos brasões dos ex-ducados da Silésia.

### Topografia
No sentido norte-sul, a voivodia estende-se por 189 km, ou seja, 1°42′19″. No sentido leste-oeste, a extensão da voivodia é de 138 km, o que na medida angular equivale a 1°56′20″.
Coordenadas geográficas dos pontos extremos:
- Norte: 51°05′57″ latitude N – o rio Varta no noroeste (condado de Kłobuck),
- Sul: 49°23′38″ latitude N – (condado de Żywiec),
- Oeste: 18°02′06″ longitude E – (condado de Racibórz),
- Leste: 19°58′26″ longitude E – (condado de Zawiercie).

A topografia é elevada e montanhosa. O ponto mais alto é o pico da montanha Pięciu Kopców - 1 534 m acima do nível do mar.

## Divisão administrativa

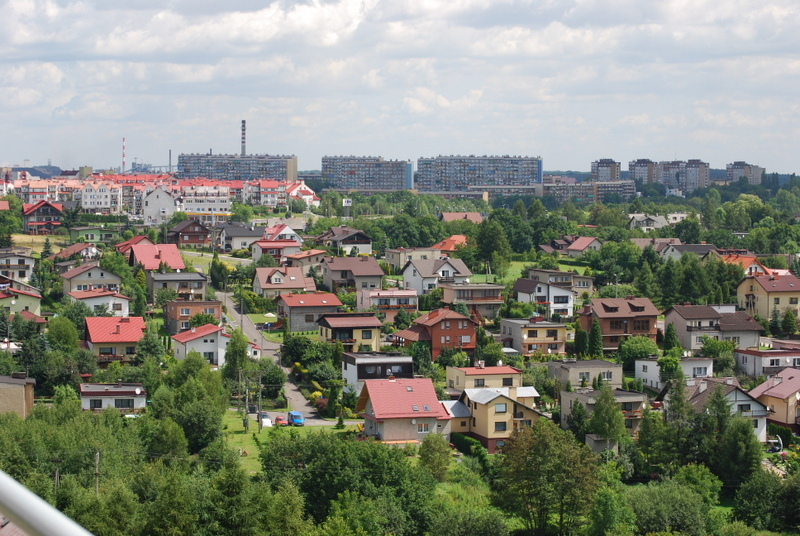
Condado de Wodzisław (Wodzisław Śląski)

A voivodia da Silésia está dividida em 19 cidades com direitos de condado e 17 condados. No terceiro nível da divisão administrativa, a voivodia consiste em 167 comunas, incluindo 49 comunas urbanas, 22 comunas urbano-rurais e 96 comunas rurais.

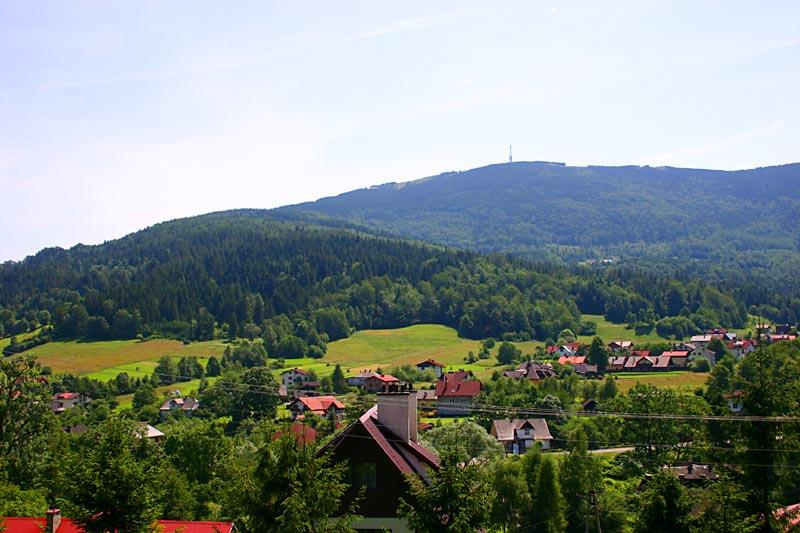
Condado de Bielsko-Biała (Szczyrk)

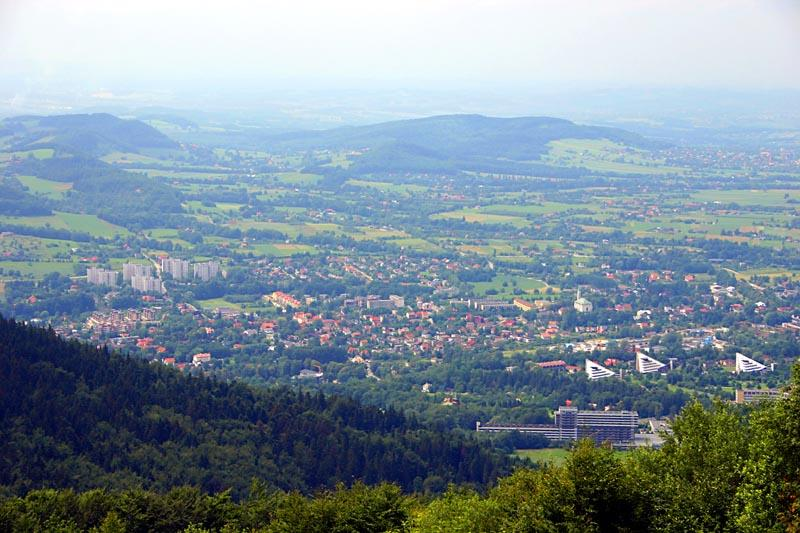
Condado de Cieszyn (Ustroń)

| Brasão | Cidades com direitos de condado | População (30 de junho de 2014) | Área [km²] | Despesas de orçamento (2013) [milhões de PLN] | Receita do orçamento (2013) [milhões de PLN] | Dívida do governo autônomo em relação à renda (2013) [%] | Taxa média de desemprego (30 de junho de 2014) |
| ------ | ------------------------------- | ------------------------------- | ---------- | --------------------------------------------- | -------------------------------------------- | -------------------------------------------------------- | ---------------------------------------------- |
|        | Bielsko-Biała                   | 173 462                         | 124,51     | 722,5                                         | 746,9                                        | 29,6%                                                    | 5,5%                                           |
|        | Bytom                           | 172 762                         | 69,44      | 662,2                                         | 678,2                                        | 25,0%                                                    | 20,4%                                          |
|        | Chorzów                         | 110 538                         | 33,24      | 468,8                                         | 463,2                                        | 18,8%                                                    | 12,0%                                          |
|        | Częstochowa                     | 231 527                         | 159,71     | 970,5                                         | 974,8                                        | 44,9%                                                    | 12,4%                                          |
|        | Dąbrowa Górnicza                | 123 774                         | 188,73     | 798,8                                         | 717,6                                        | 24,9%                                                    | 11,7%                                          |
|        | Gliwice                         | 184 993                         | 133,88     | 1 118,4                                       | 1 049,1                                      | 22,1%                                                    | 7,1%                                           |
|        | Jastrzębie-Zdrój                | 91 073                          | 85,33      | 461,8                                         | 394,2                                        | 0,1%                                                     | 8,7%                                           |
|        | Jaworzno                        | 93 556                          | 152,59     | 386,9                                         | 391,2                                        | 28,6%                                                    | 10,1%                                          |
|        | Katowice                        | 303 314                         | 164,64     | 1 687,3                                       | 1 565,1                                      | 38,3%                                                    | 5,2%                                           |
|        | Mysłowice                       | 75 028                          | 65,62      | 273,3                                         | 267,5                                        | 26,8%                                                    | 9,1%                                           |
|        | Piekary Śląskie                 | 56 978                          | 39,98      | 168,0                                         | 177,2                                        | 29,2%                                                    | 16,0%                                          |
|        | Ruda Śląska                     | 141 090                         | 77,73      | 525,2                                         | 526,9                                        | 30,1%                                                    | 8,3%                                           |
|        | Rybnik                          | 140 094                         | 148,36     | 607,9                                         | 623,2                                        | 17,1%                                                    | 7,5%                                           |
|        | Siemianowice Śląskie            | 68.658                          | 25,50      | 235,8                                         | 243,1                                        | 29,1%                                                    | 14,0%                                          |
|        | Sosnowiec                       | 210 249                         | 91,06      | 702,8                                         | 718,6                                        | 28,2%                                                    | 14,2%                                          |
|        | Świętochłowice                  | 51 722                          | 13,31      | 174,8                                         | 172,0                                        | 29,0%                                                    | 17,3%                                          |
|        | Tychy                           | 128 698                         | 81,81      | 594,5                                         | 610,2                                        | 20,6%                                                    | 5,4%                                           |
|        | Zabrze                          | 177 815                         | 80,40      | 825,4                                         | 789,2                                        | 34,4%                                                    | 12,9%                                          |
|        | Żory                            | 62 015                          | 64,64      | 222,7                                         | 219,4                                        | 62,5%                                                    | 9,0%                                           |

| Brasão | Condado                    | População (30 de julho de 2014) | Área [km²] | Despesas de orçamento (2013) [milhões de PLN] | Receita de orçamento (2013) [milhões de PLN] | Dívida do governo autônomo em relação à renda (2013) [%] | Taxa média de desemprego (30 de julho de 2014) |
| ------ | -------------------------- | ------------------------------- | ---------- | --------------------------------------------- | -------------------------------------------- | -------------------------------------------------------- | ---------------------------------------------- |
|        | Condado de Będzin          | 150 928                         | 364,13     | 110,6                                         | 105,1                                        | 8,8%                                                     | 15,5%                                          |
|        | Condado de Bielsko-Biała   | 160 952                         | 458,64     | 108,1                                         | 105,7                                        | 6,2%                                                     | 9,1%                                           |
|        | Condado de Bieruń-Lędziny  | 58 723                          | 158,15     | 54,9                                          | 55,2                                         | 9,3%                                                     | 4,9%                                           |
|        | Condado de Cieszyn         | 177 696                         | 730,29     | 146,5                                         | 144,8                                        | 24,0%                                                    | 10,1%                                          |
|        | Condado de Częstochowa     | 135 478                         | 1 522,05   | 97,4                                          | 103,9                                        | 36,2%                                                    | 19,2%                                          |
|        | Condado de Gliwice         | 115 349                         | 664,37     | 68,9                                          | 68,8                                         | 0,0%                                                     | 9,6%                                           |
|        | Condado de Kłobuck         | 85 476                          | 888,59     | 52,3                                          | 58,0                                         | 22,0%                                                    | 13,2%                                          |
|        | Condado de Lubliniec       | 77 119                          | 822,25     | 88,9                                          | 86,3                                         | 18,1%                                                    | 12,3%                                          |
|        | Condado de Mikołów         | 96 039                          | 233,14     | 82,4                                          | 80,6                                         | 31,6%                                                    | 7,5%                                           |
|        | Condado de Myszków         | 72 037                          | 479,25     | 66,6                                          | 68,5                                         | 21,6%                                                    | 17,6%                                          |
|        | Condado de Pszczyna        | 109 065                         | 471,12     | 93,6                                          | 90,7                                         | 14,1%                                                    | 5,9%                                           |
|        | Condado de Racibórz        | 109 478                         | 543,76     | 103,2                                         | 108,8                                        | 17,1%                                                    | 7,9%                                           |
|        | Condado de Rybnik          | 77 024                          | 223,64     | 37,8                                          | 39,8                                         | 3,4%                                                     | 12,1%                                          |
|        | Condado de Tarnowskie Góry | 138 386                         | 644,19     | 132,4                                         | 132,6                                        | 25,2%                                                    | 11,0%                                          |
|        | Condado de Wodzisław       | 157 835                         | 286,75     | 129,1                                         | 131,4                                        | 9,9%                                                     | 10,7%                                          |
|        | Condado de Zawiercie       | 121 357                         | 1 002,23   | 117,4                                         | 120,0                                        | 10,7%                                                    | 17,0%                                          |
|        | Condado de Żywiec          | 153 070                         | 1 040,06   | 137,3                                         | 135,0                                        | 41,3%                                                    | 14,1%                                          |

## Urbanização
Existem 71 cidades na voivodia da Silésia, incluindo 19 cidades com direitos de condado. Esta voivodia tem o maior número de cidades com mais de 100 000 habitantes. É a única voivodia na Polônia com menos condados (17) do que cidades com direitos de condado (19). A maioria dos condados é altamente urbanizada - eles não cumprem funções agrícolas, mas geralmente são "dormitórios" ou áreas de lazer para moradores de grandes cidades.

## Demografia
Dados populacionais em 30 de junho de 2014:
| Descrição                        | Total      | Total | Mulheres   | Mulheres | Homens     | Homens |
| -------------------------------- | ---------- | ----- | ---------- | -------- | ---------- | ------ |
| unidade                          | habitantes | %     | habitantes | %        | habitantes | %      |
| população                        | 4 593 358  | 100   | 2 376 764  | 51,74    | 2 216 594  | 48,26  |
| Idade pré-trabalho (0-17 anos)   | 773 596    | 16,84 | 377 583    | 8,22     | 396 013    | 8,62   |
| Idade de trabalho (18-65 anos)   | 2 916 981  | 63,5  | 1 382 014  | 30,09    | 1 534 967  | 33,42  |
| Idade pós-trabalho (acima de 65) | 902 781    | 19,65 | 617 167    | 13,44    | 285 614    | 6,22   |

De acordo com os dados de 30 de junho de 2014, a voivodia da Silésia tinha 4 593 358 habitantes, o que constituía quase 12% da população polonesa. A voivodia da Silésia é a segunda voivodia em termos de população na Polônia (depois da voivodia da Mazóvia).
A densidade populacional é de 372 habitantes/km² e é a mais alta da Polônia. A área central da voivodia é a área mais densamente povoada - mais de 1 000 pessoas por km². Świętochłowice está localizada na voivodia - até recentemente era a cidade mais populosa da Polônia (atualmente a terceira, depois de Legionowo e Piastów) e o segundo condado mais densamente povoado da Polônia - Condado de Wodzisławski (552,1 habitantes/km²). Existem 107 mulheres para cada 100 homens.
A voivodia é caracterizada por uma parcela significativa de minorias nacionais. Existem 20 000 (de acordo com os dados do censo) na voivodia. Alemães (que constituem 0,43% da população total nesta voivodia - principalmente nas cidades maiores dos condados de Racibórz e Gliwice em cidades maiores) e menos numerosos representantes de outras nacionalidades, bem como das minorias tcheca e morávia. O maior número de pessoas que declara pertencer à nacionalidade da Silésia ou ao grupo étnico da Silésia vive na voivodia a Silésia. No censo de 2011, eram 318 000 (aproximadamente 7% da população total da voivodia da Silésia) apenas declarações Śląskie e 382 000 declarações de dupla identificação (incluindo 370 000 identificações polonês-silésio).
- Pirâmide etária dos habitantes da voivodia da Silésia em 2014.[7]

## Economia

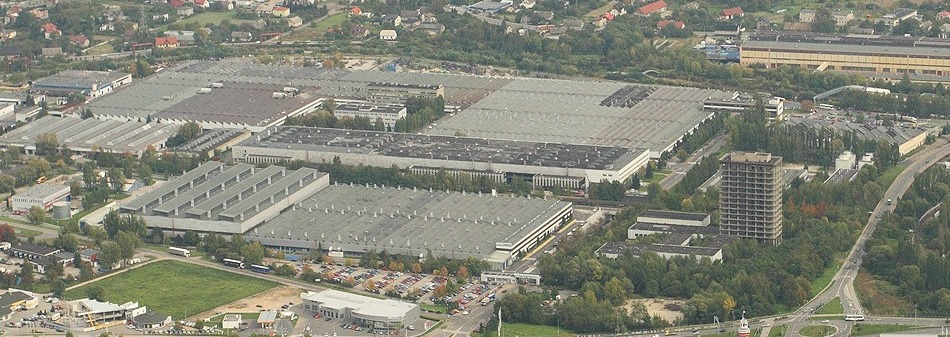
Zona Econômica Especial de Katowice – Subzona de Jastrzębsko-Żorska em Bielsko-Biała

Em 2012, o produto interno bruto da voivodia da Silésia totalizou 205,0 bilhões de PLN, o que representou 12,7% do PIB da Polônia. O produto interno bruto per capita somou 44,3 milhões de PLN (105,8% da média nacional), o que colocou a voivodia da Silésia em 4.º lugar em relação às outras voivodias.

Em 2012, a produção vendida da indústria na voivodia da Silésia ascendeu a 200,8 bilhões de PLN, o que representou 17,0% da produção da indústria polonesa. As vendas da produção de construção e montagem na Silésia ascenderam a 21,2 milhões de PLN, o que representou 12,4% das vendas da Polônia.
Os principais ramos da economia da voivodia da Silésia são serviços e indústria. A menor parte da população trabalha na agricultura e silvicultura.
O salário médio mensal de um habitante da voivodia da Silésia no terceiro trimestre de 2013 ascendeu a 4 002,29 PLN, o que a colocou em 2.º lugar em relação a todas as voivodias.
No final de agosto de 2014, o número de desempregados inscritos na voivodia era de 181,5 mil habitantes, o que representa uma taxa de desemprego de 9,9%.
Segundo dados de 2012, 4,5% dos habitantes em domicílios na voivodia da Silésia teve despesas abaixo da linha de extrema pobreza (ou seja, abaixo do mínimo de subsistência).
| Atividade e local de trabalho                                           | Número pessoas trabalhadoras [mil] | Quantidade trabalhando |
| ----------------------------------------------------------------------- | ---------------------------------- | ---------------------- |
| Agricultura, silvicultura, caça e pesca                                 | 102,1                              | 6,22%                  |
| Indústria                                                               | 488,7                              | 29,75%                 |
| Construção                                                              | 113,5                              | 6,91%                  |
| Troca; conserto de veículos motorizados                                 | 268,7                              | 16,36%                 |
| Gestão de transporte e armazenagem                                      | 95,2                               | 5,80%                  |
| Hospedagem e gastronomia                                                | 29,7                               | 1,81%                  |
| Informação e comunicação                                                | 26,6                               | 1,62%                  |
| Atividades financeiras e de seguros                                     | 38,2                               | 2,32%                  |
| Serviços do mercado imobiliário                                         | 25,6                               | 1,56%                  |
| Atividade profissional, científica e técnica                            | 60,7                               | 3,69%                  |
| Atividades de administração e suporte                                   | 60,1                               | 3,66%                  |
| Administração pública e defesa nacional; previdência social obrigatória | 62,5                               | 3,81%                  |
| Educação                                                                | 125,0                              | 7,61%                  |
| Saúde e assistência social                                              | 99,7                               | 6,07%                  |
| Atividades relacionadas à cultura, entretenimento e recreação           | 20,3                               | 1,24%                  |
| Outras atividades de serviço                                            | 25,8                               | 1,57%                  |
| Total (Σ)                                                               | 1642,4                             | 100%                   |

### Indústria

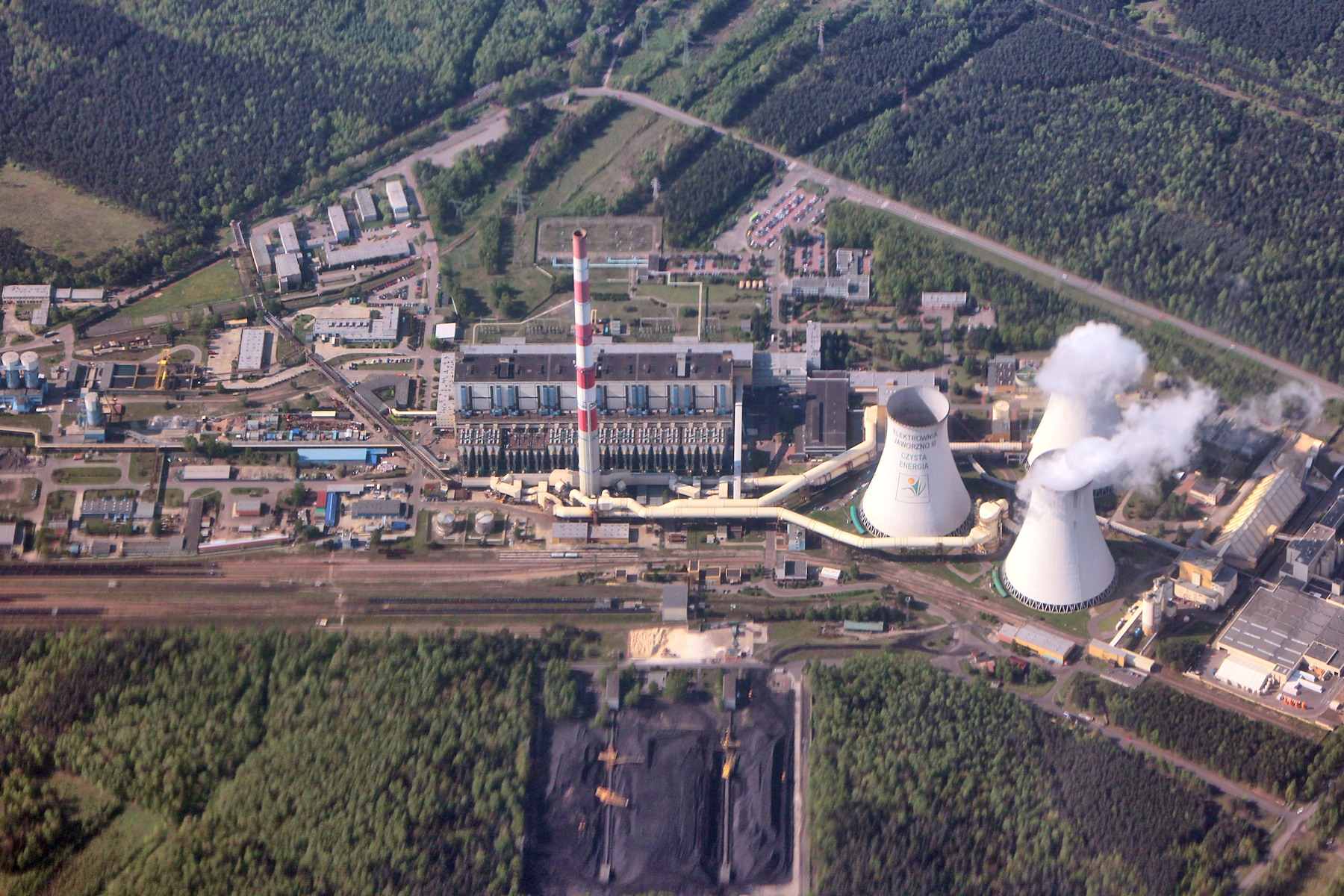
Usina Hidrelétrica Jaworzno III

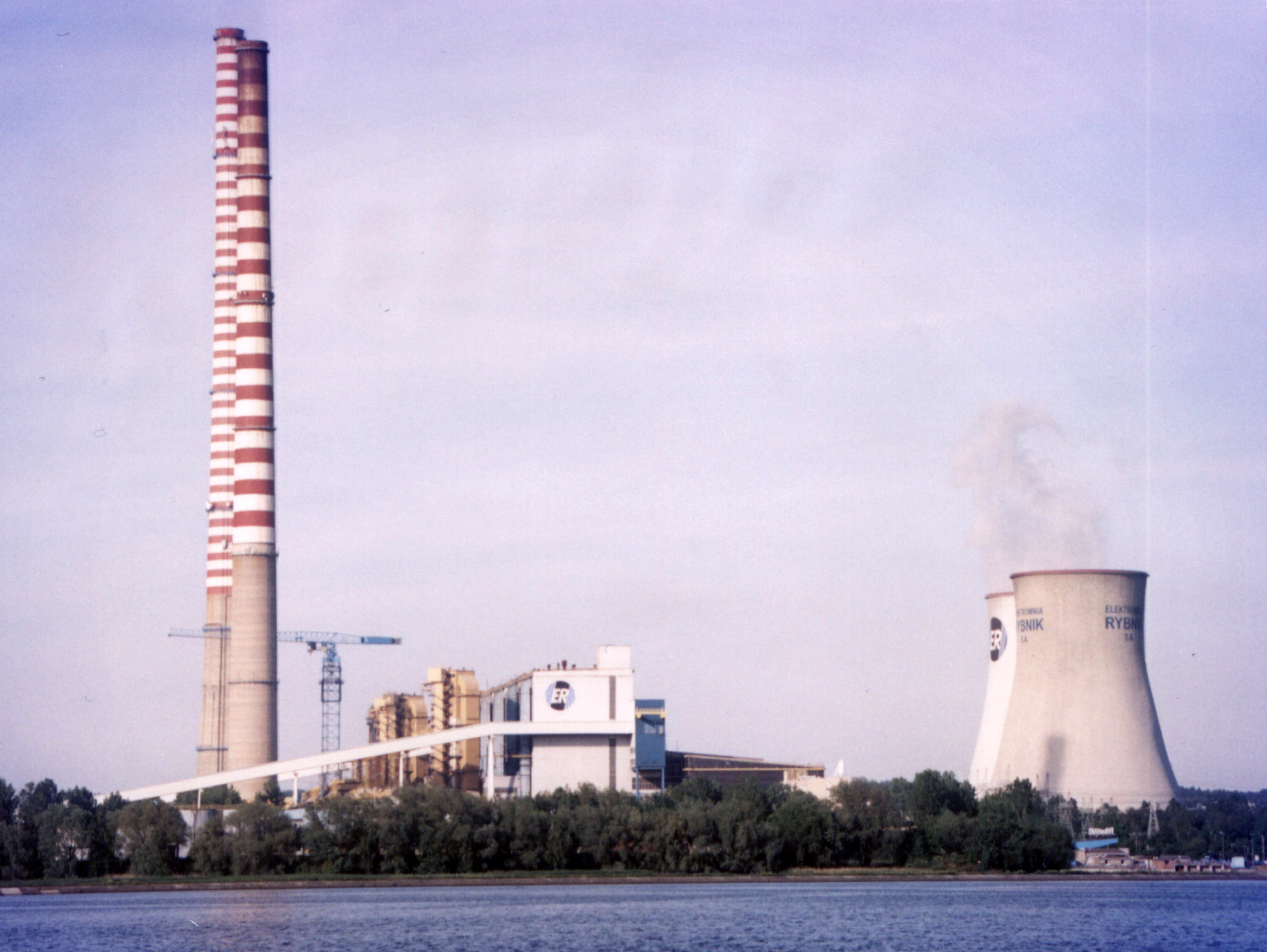
Usina termelétrica a carvão Ciepła SA Sucursal em Rybnik

A voivodia da Silésia tem o maior percentual de pessoas trabalhando na indústria, ou seja, 488,7 milhões de pessoas (em 2012), que representavam 17,1% do emprego médio total na indústria na Polônia.
Localizado na parte central da voivodia, o Distrito Industrial da Alta Silésia (GOP) é a área mais industrializada da Polônia. O Distrito de Mineração de Rybnik (ROW), localizado no sudoeste, não fica muito atrás.
Além disso, existem vários distritos industriais menores perto de outras cidades maiores - Częstochowa (Distrito Industrial de Częstochowa), Bielsko-Biała (Distrito Industrial de Bielsko), Jaworzno (Distrito Industrial de Jaworznicko-Chrzanów), embora o último faça parte do GOP.
Na voivodia, as instalações industriais incluem minas de carvão, siderúrgicas e usinas de energia. A indústria leve concentrou-se principalmente nas proximidades de Częstochowa e Lubliniec.

### Agricultura
Quase 998 mil pessoas vivem nas áreas rurais da voivodia, ou seja, mais de 21% dos habitantes da região e 6,8% da população rural da Polônia. A área dos terrenos agrícolas é de 486 mil hectares, o que constitui 39,4% da área da voivodia.
O tamanho médio das fazendas é de 4,5 hectares, o que torna a agricultura da voivodia da Silésia uma das mais fragmentadas do país.
A sub-região do norte tem a maior área de terras agrícolas (regiões de Lubliniec, Kłobuck e Częstochowa) - 54% da área, a segunda maior é a sub-região do oeste (especialmente as regiões de Racibórz e Wodzisław Śląski) - 49% da área. Nas restantes duas sub-regiões - centro e sul - a percentagem da área dos terrenos agrícolas em relação à área total é ligeiramente superior a 36%.

## Transportes
Os trens EuroCity e InterCity passam pela estação principal de Katowice.
Aqui circulam a autoestrada A1 (E75), a autoestrada A4 (E40), a via expressa S1, a via expressa S52, a via expressa S86 e várias estradas nacionais e provinciais. Desde 1993, a sociedade anônima Drogowa Trasa Średnicowa é responsável pela construção, operação e manutenção da estrada que conecta os centros da maioria das cidades localizadas no Distrito Industrial da Alta Silésia (GOP).
O Aeroporto Internacional de Katowice-Pyrzowice está localizado aqui. O transporte público consiste principalmente em ZTM, PKM Jaworzno, MZK Bielsko-Biała, ZTZ Rybnik, MPK Częstochowa, MZK Jastrzębie, ZKM Zawiercie, PKS Myszków, PKM Czechowice-Dziedzice, MZK Żywiec, PK Racibórz, KM Wodzisław Śląski, PGK Cieszyn e GZK Rędziny.

### Transporte rodoviário

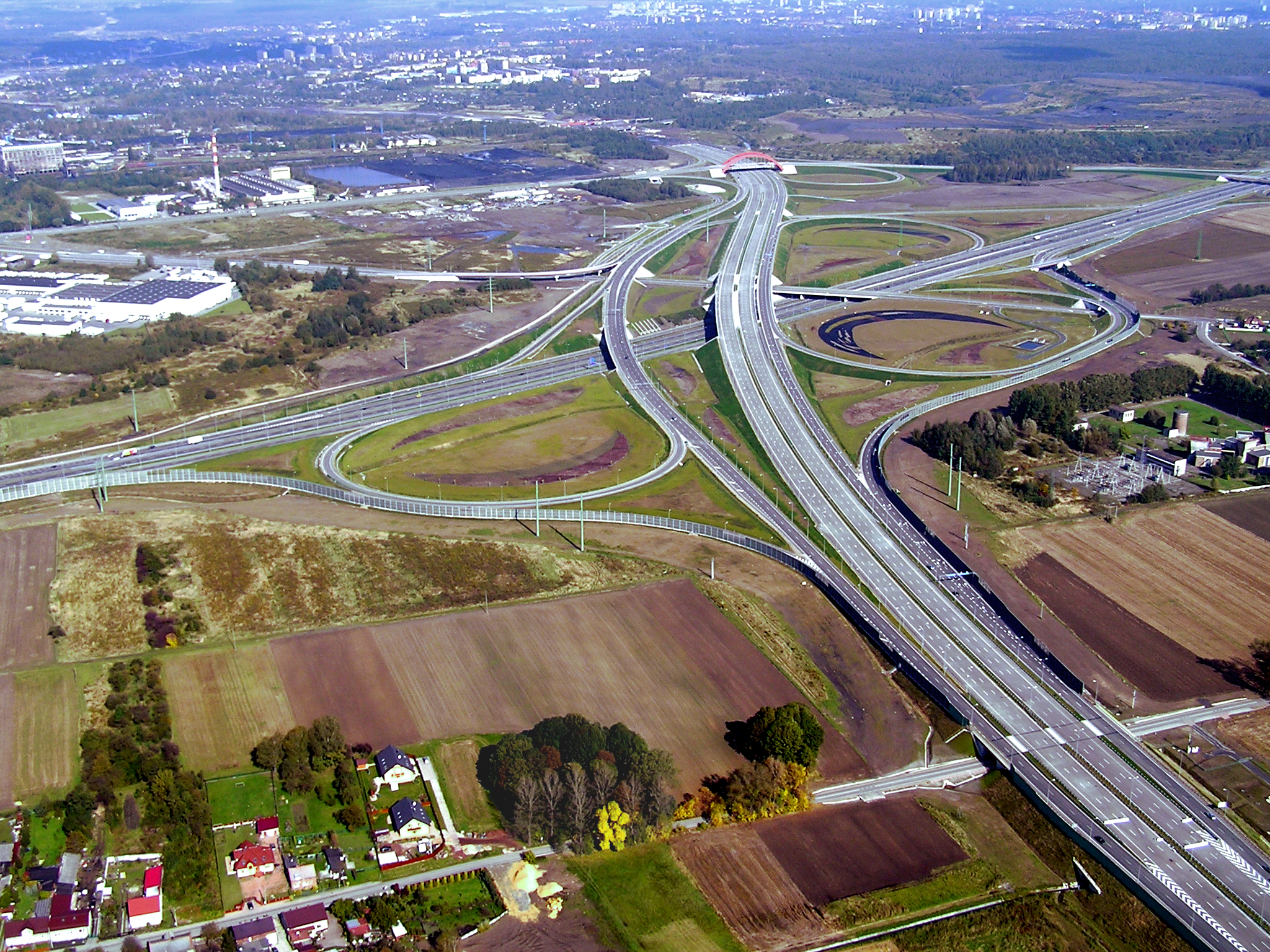
Entroncamento Gliwice-Sośnica ligando as autoestradas A1, A4 e DK 44

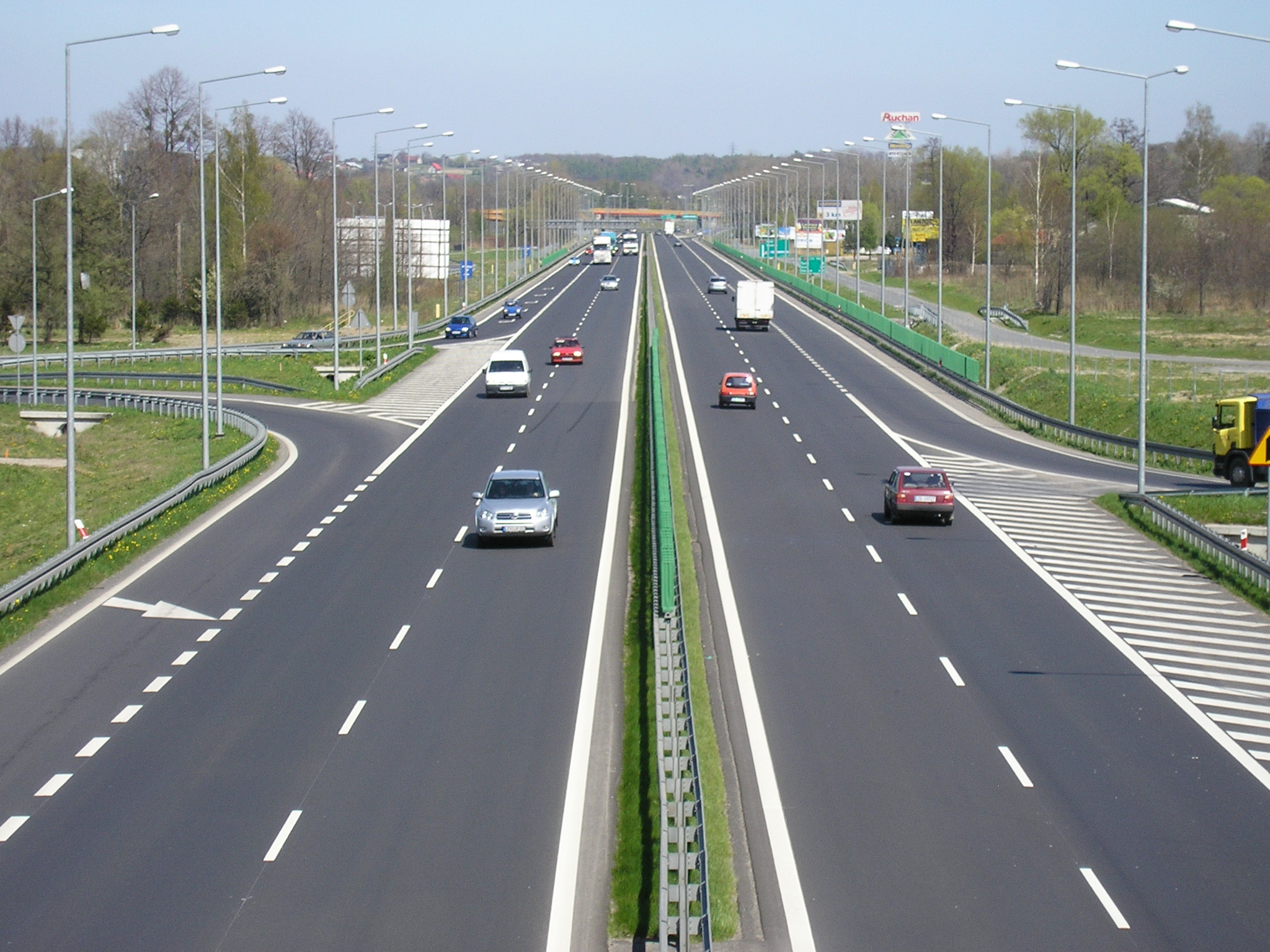
Rodovia S52 em Bielsko-Biała

| Estrada                                | Rota | Comprimento atual na voivodia |
| -------------------------------------- | --- | ----------------------------- |
| Estrada Nacional N.º 1 (Polônia) · E75 | Gdańsk – Toruń – Łódź – Częstochowa – Dąbrowa Górnicza – Tychy – Bielsko-Biała – Żywiec – Zwardoń – fronteira do país | ?                             |
| Autoestrada A1                         | Gdańsk – Toruń – Łódź – Częstochowa – Pyrzowice – Gliwice – Gorzyczki – fronteira do país | 71,9 km                       |
| Via expressa S1                        | (Pyrzowice) – Dąbrowa Górnicza – Bielsko-Biała – Żywiec – Zwardoń – fronteira do país | ?                             |
| Autoestrada A4 · E40                   | fronteira do país – Zgorzelec – Legnica – Breslávia – Opole – Gliwice – Katowice – Cracóvia – Tarnów – Rzeszów – Korczowa – fronteira do país | ?                             |
| Estrada Nacional N.º 11 (Polônia)      | Kołobrzeg – Koszalin – Piła – Poznań – Jarocin – Ostrów Wielkopolski – Kępno – Lubliniec – Bytom | ?                             |
| Via expressa S11                       | Kołobrzeg – Koszalin – Piła – Poznań – Ostrów Wielkopolski – Lubliniec – Tarnowskie Góry – | ?                             |
| Estrada Nacional N.º 40 (Polônia)      | fronteira do país – Głuchołazy – Prudnik – Kędzierzyn-Koźle – Ujazd – Pyskowice | ?                             |
| Estrada Nacional N.º 43 (Polônia)      | Wieluń – Rudniki – Kłobuck – Częstochowa | ?                             |
| Estrada Nacional N.º 44 (Polônia)      | Gliwice – Mikołów – Tychy – Oświęcim – Zator – Skawina – Kraków | ?                             |
| Estrada Nacional N.º 46 (Polônia)      | Kłodzko – Nysa – Opole – Lubliniec – Częstochowa – Szczekociny | ?                             |
| Estrada Nacional N.º 52 (Polônia)      | Cieszyn – Bielsko-Biała – Kęty – Wadowice – Głogoczów | ?                             |
| Via expressa S52                       | Cieszyn – Bielsko-Biała | ?                             |
| Estrada Nacional N.º 78 (Polônia)      | fronteira do país – Chałupki – Wodzisław Śląski – Rybnik – Gliwice – Tarnowskie Góry – Siewierz – Zawiercie – Szczekociny – Jędrzejów – Chmielnik | ?                             |
| Estrada Nacional N.º 79 (Polônia)      | Varsóvia – Kozienice – Zwoleń – Sandomierz – Połaniec – Nowe Brzesko – Cracóvia – Trzebinia – Chrzanów – Jaworzno – Katowice – Chorzów – Bytom | ?                             |
| Estrada Nacional N.º 81 (Polônia)      | Katowice – Mikołów – Żory – Skoczów | 60 km                         |
| Estrada Nacional N.º 86 (Polônia)      | Wojkowice Kościelne – Będzin – Sosnowiec – Katowice – Tychy | 39,6 km                       |
| Via expressa S86                       | Sosnowiec – Katowice | 6,8 km                        |
| Estrada Nacional N.º 88 (Polônia)      | Strzelce Opolskie – Nogowczyce – Gliwice – Bytom | ?                             |
| Estrada Nacional N.º 91 (Polônia)      | Gdańsk – Tczew – (trevo „Nowe Marzy”) – ... – Głuchów – Piotrków Trybunalski – Kamieńsk – Radomsko – Kłomnice – Częstochowa – Siewierz – trevo „Podwarpie” | ?                             |
| Estrada Nacional N.º 94 (Polônia)      | (trevo „Zgorzelec”) – Bolesławiec – Krzywa – Chojnów – Legnica – Prochowice – Breslávia – Brzeg – Opole – Strzelce Opolskie – Toszek – Pyskowice – Bytom – Będzin – Sosnowiec – Dąbrowa Górnicza – Olkusz – Cracóvia – ... – Targowisko – Bochnia – Brzesko – Tarnów (trevo „Tarnów”) – Pilzno – Dębica – Ropczyce – Sędziszów Małopolski – Rzeszów – ... – Jarosław – Radymno – Korczowa – fronteira do país PL/UA | ?                             |

### Transporte ferroviário

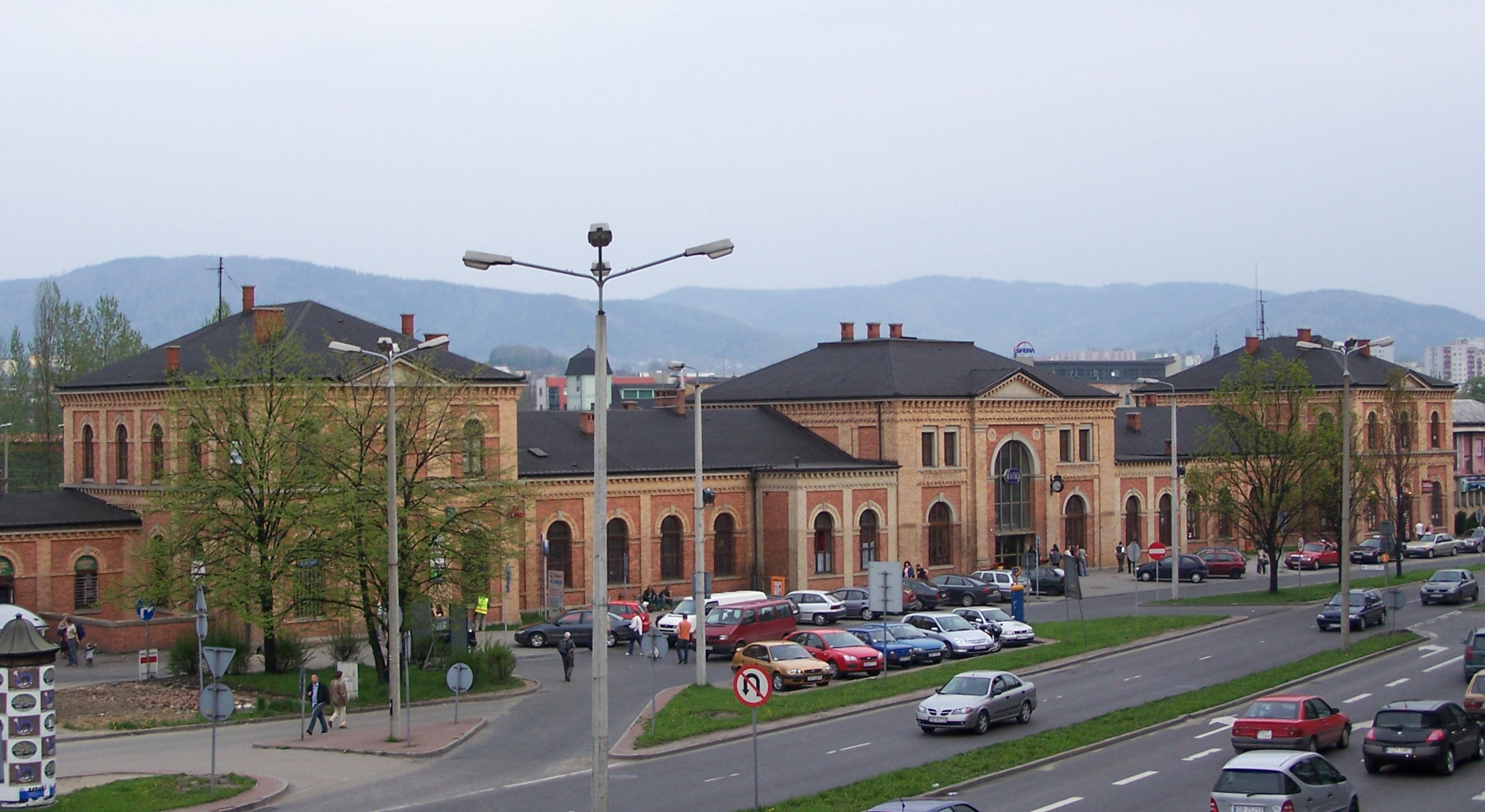
Estação ferroviária principal Bielsko-Biała

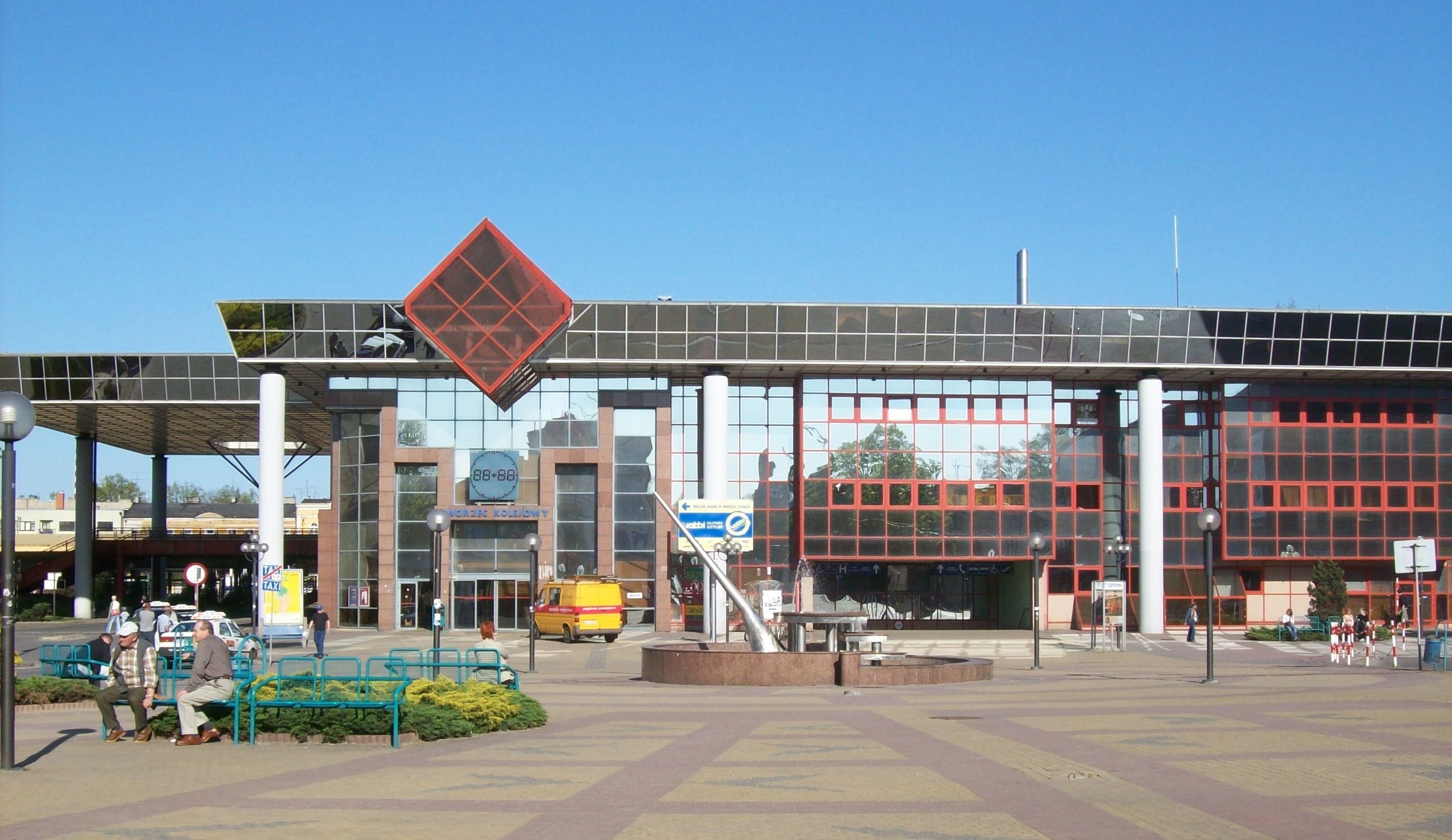
Estação ferroviária de Częstochowa

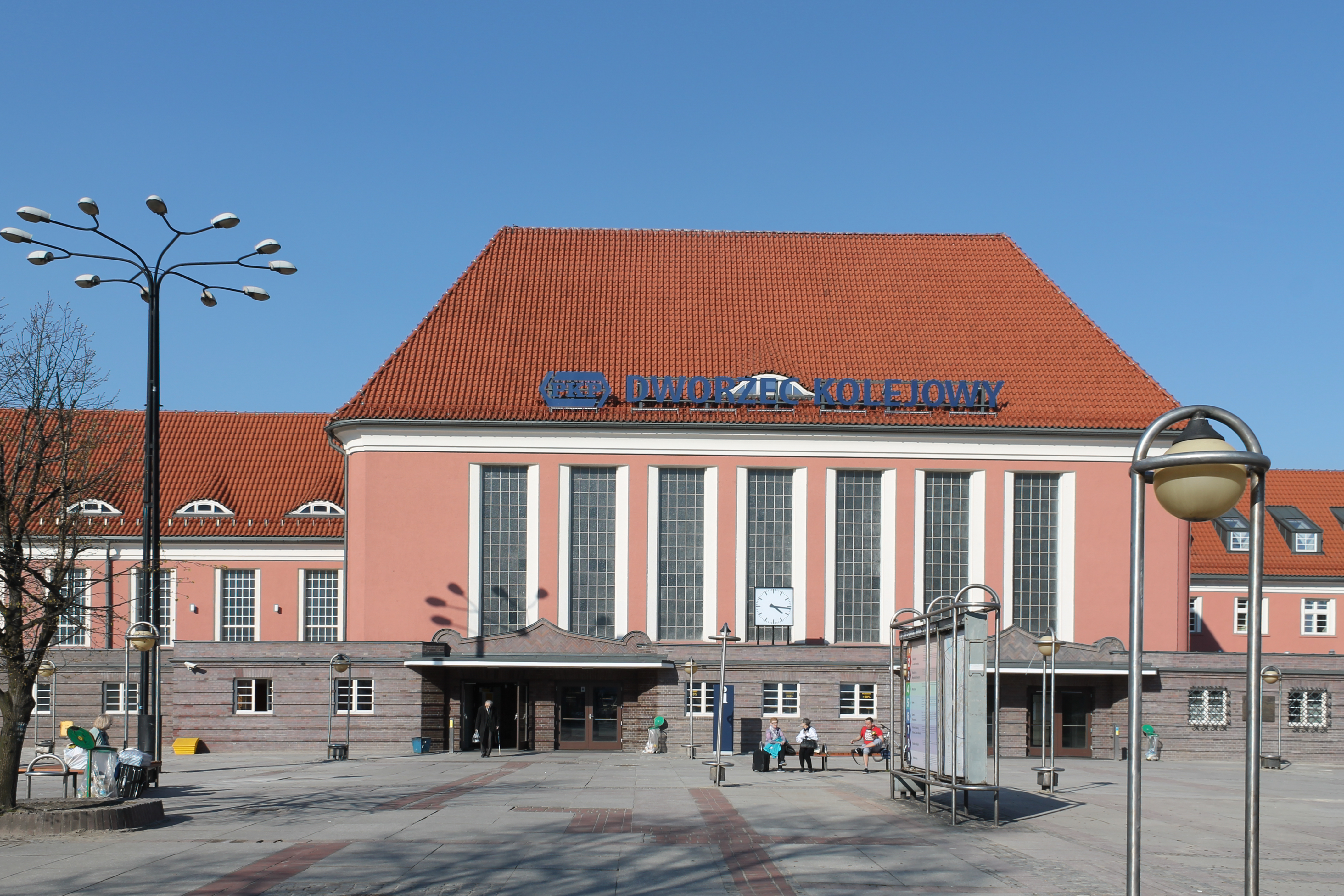
Estação ferroviária de Gliwice

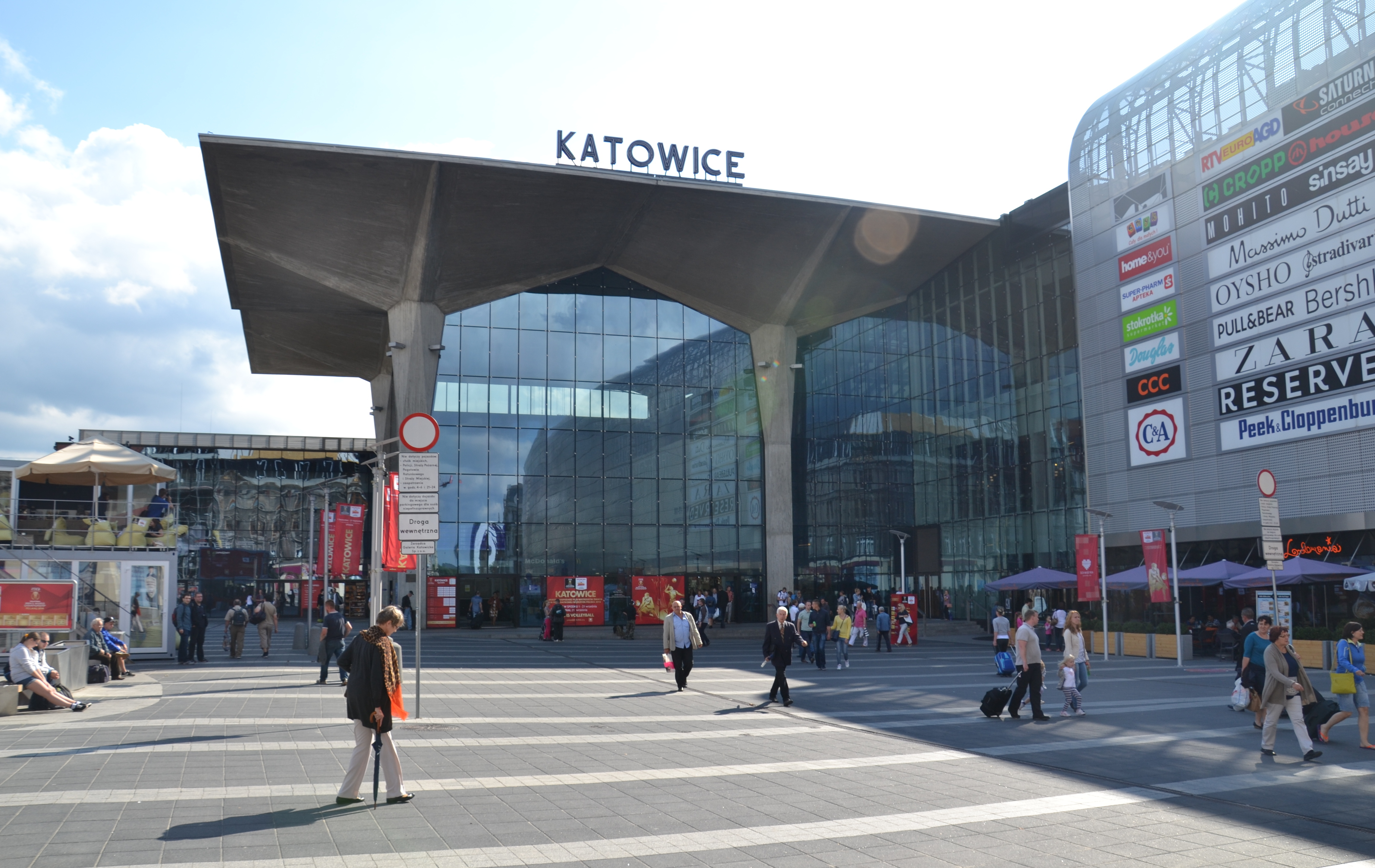
Estação ferroviária de Katowice

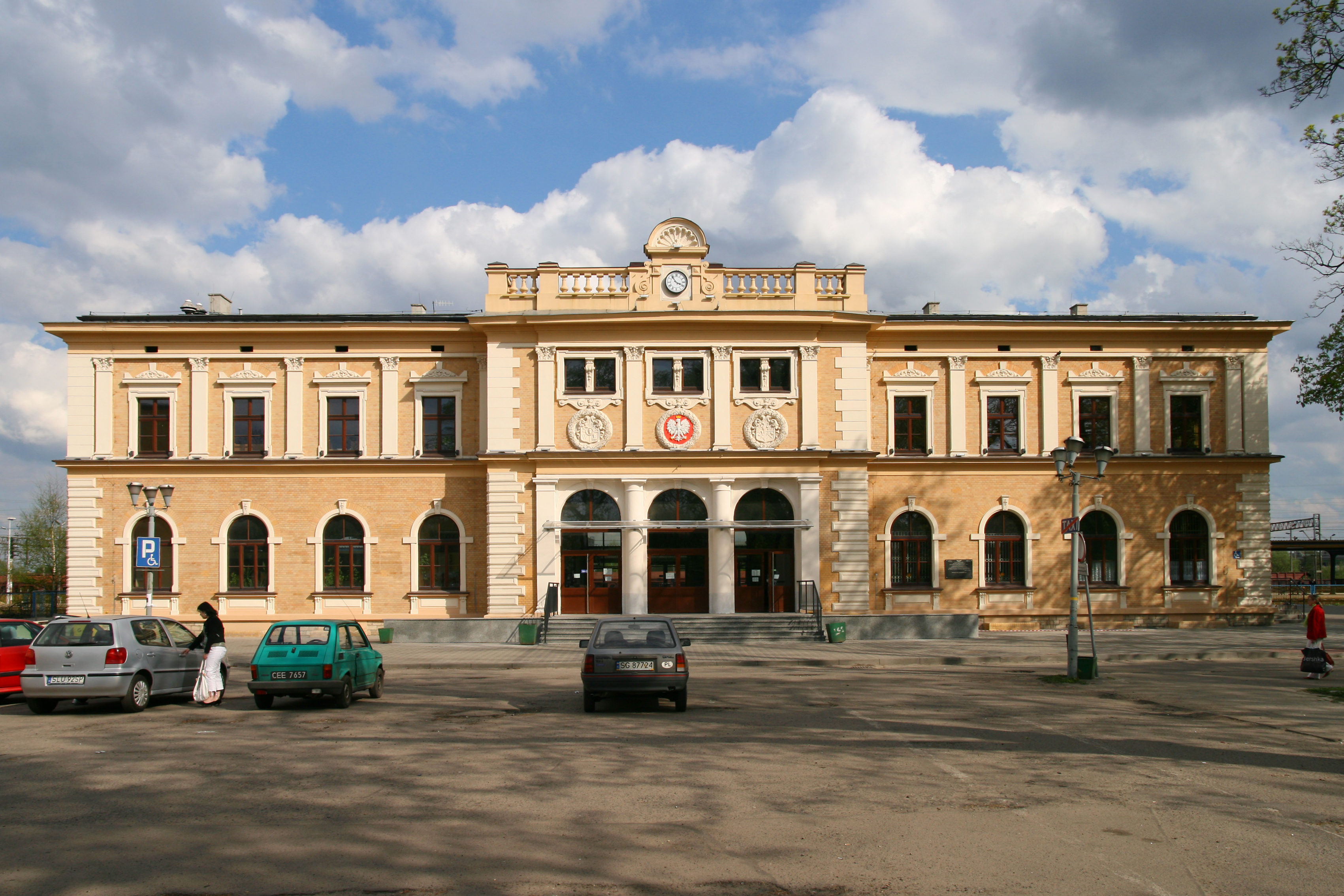
Estação ferroviária de Tarnowskie Góry

Na voivodia da Silésia (1.º lugar no país) estão em operação 1 978 km de ferrovias, sendo 921 km de via única e 1 057 km de via dupla ou mais. 1 734 km de linhas ferroviárias são eletrificados (em 31 de dezembro de 2013). Em 2017, um residente estatístico da voivodia da Silésia viajou 4,5 vezes de trem.
A partir de 9 de dezembro de 2012, todas as conexões ferroviárias intra-voivodia são fornecidas pela Koleje Śląskie, da qual a voivodia da Silésia é a única acionista. As conexões com voivodias vizinhas são feitas pela Koleje Śląskie e Przewozy Regionalne, e as conexões de longa distância pela PKP Intercity.
Em 2015, a subvenção para a Koleje Śląskie foi de 140 milhões de PLN e para Przewozy Regionalne 34 milhões de PLN.
Há 35 estações ferroviárias ativas na voivodia, quase metade das quais passou por reforma no século XXI, e 3 estão inscritas no registro de monumentos: Bielsko-Biała Główna, Czechowice-Dziedzice e Sosnowiec Główny (em 30 de junho de 2015).
O transporte ferroviário de mercadorias consiste principalmente no transporte de Hulha.

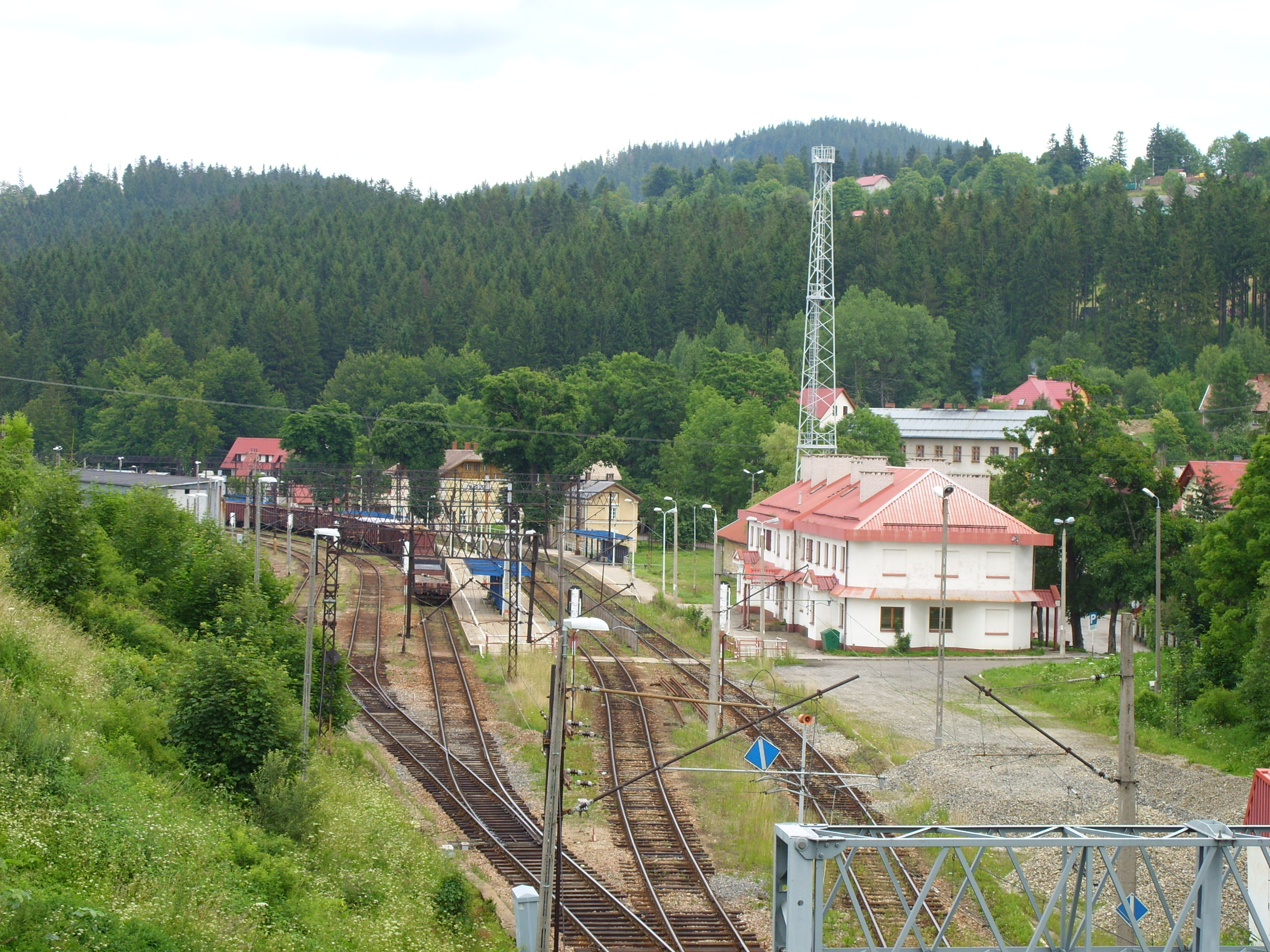
Estação de Zwardoń

Na voivodia, 4 linhas permitem cruzar a fronteira do país:
| Linha | Km      | Posto fronteiriço | Estado           | Fonte  |
| ----- | ------- | ----------------- | ---------------- | ------ |
| 93    | 80,662  | Zebrzydowice      | República Tcheca | [ 23 ] |
| 139   | 113,785 | Zwardoń           | Eslováquia       | [ 24 ] |
| 151   | 53,864  | Chałupki          | República Tcheca | [ 23 ] |
| 190   | 40,181  | Cieszyn           | República Tcheca | [ 23 ] |

#### Transporte coletivo público

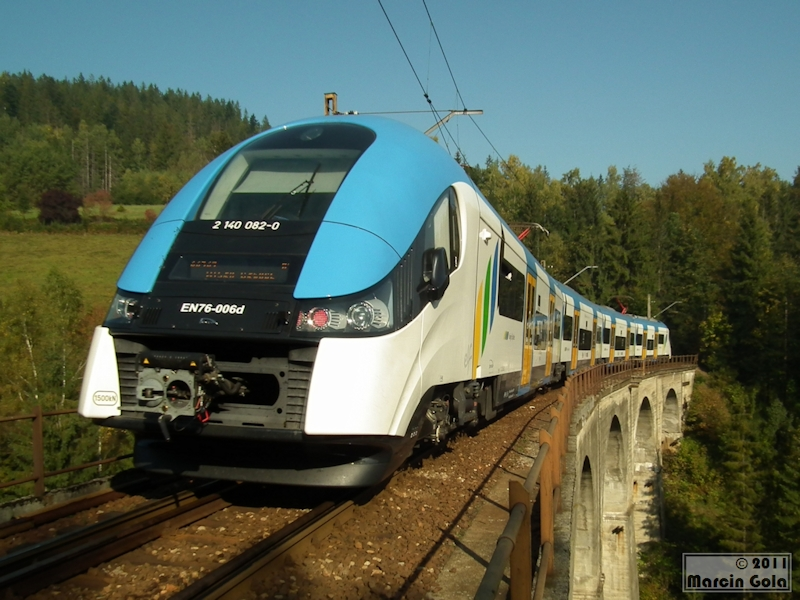
EN76 Elf

A voivodia da Silésia, juntamente com as ferrovias da Silésia, que pertencem à voivodia, tem 52 veículos que são usados por Koleje Śląskie e Polregio:
| Série        | Tipo  | Quantidade | Fabricante                        | Proprietário   | Utilizador     | Fonte                |
| ------------ | ----- | ---------- | --------------------------------- | -------------- | -------------- | -------------------- |
| Newag 14WE   | 14WE  | 2          | Pafawag / Newag                   | Koleje Śląskie | Koleje Śląskie | [ 25 ]               |
| 21WEa Elf II | 21WEa | 5          | Pesa                              | Koleje Śląskie | Koleje Śląskie | [ 26 ] [ 27 ]        |
| 22WEd Elf II | 22WEd | 12         | Pesa                              | UM             | Koleje Śląskie | [ 28 ] [ 27 ] [ 26 ] |
| 27WEb Elf    | 27WEb | 6          | Pesa                              | Koleje Śląskie | Koleje Śląskie | [ 29 ] [ 30 ]        |
| 34WEa Elf II | 34WEa | 4          | Pesa                              | Koleje Śląskie | Koleje Śląskie | [ 31 ] [ 27 ]        |
| 35WE Impuls  | 35WE  | 1          | Newag                             | UM             | Koleje Śląskie | [ 32 ]               |
| 36WEa Impuls | 36WEa | 3          | Newag                             | UM             | Koleje Śląskie | [ 33 ]               |
| EN57AKŚ      | 5B/6B | 1          | Pafawag / Newag                   | UM             | Koleje Śląskie | [ 34 ]               |
| EN57KM       | 5B/6B | 2          | Pafawag / ZNTK „Mińsk Mazowiecki” | UM             | Koleje Śląskie | [ 35 ]               |
| EN63A Impuls | 36WEa | 3          | Newag                             | UM             | Polregio       | [ 33 ]               |
| EN75 FLIRT   |       | 4          | Stadler Rail                      | UM             | Koleje Śląskie | [ 36 ]               |
| EN76 Elf     | 22WE  | 9          | Pesa                              | UM             | Koleje Śląskie | [ 37 ]               |

### Transporte aéreo

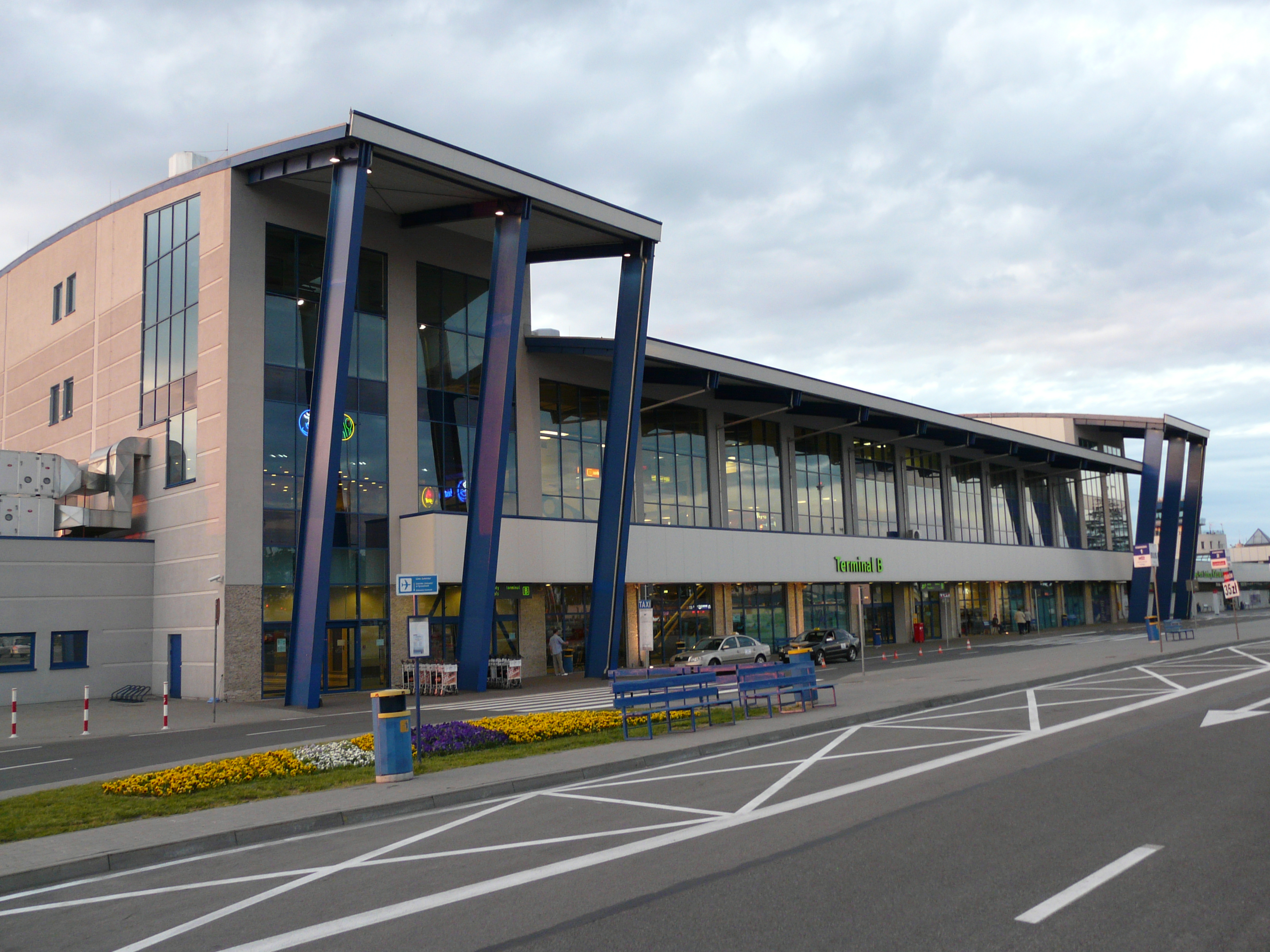
Terminal B do Aeroporto de Pyrzowice

O aeroporto internacional de Katowice-Pyrzowice está localizado a aproximadamente 30 km ao norte do centro de Katowice. Após a expansão e comissionamento do terceiro terminal, ele tem capacidade anual de aproximadamente 5,5 milhões de passageiros. Em 2017, foram movimentados 3,8 milhões de passageiros. Possui três terminais de passageiros e um terminal de cargas e está prevista a construção de um quarto terminal de passageiros. Opera conexões regulares programadas com mais de quarenta aeroportos. É líder entre os aeroportos regionais em voos charter.
Há também o aeroporto Katowice-Muchowiec no centro de Katowice, o aeroporto industrial Kaniów no distrito de Kaniów em Kaniów e o aeroporto Rybnik-Gotartowice no distrito do carvão de Rybnik. Além disso, há também muitos outros aeroportos menores e locais de pouso na voivodia.
O local de pouso ativo mais próximo em Częstochowa é Częstochowa-Rudniki, a 15 km do centro da cidade. É um campo de pouso pós-militar em mãos privadas, com uso esportivo - o Aeroclube de Częstochowa opera em parte de sua área. Não está adaptado para o manuseio de aviões de grande porte, só é possível pousar aviões de pequeno porte. A última vez que o aeroporto foi usado por companhias aéreas em 1983 - por uma temporada, a LOT Polish Airlines ofereceu conexões a partir dele.

### Transporte fluvial
O porto de Gliwice, juntamente com a estação ferroviária, terminal aduaneiro, zona franca aduaneira de Gliwice, armazém, estacionamentos e escritórios, é um dos elementos do Centro Logístico da Silésia. O porto de Gliwice é considerado o porto interior mais moderno e universal do país devido à sua forma, linhas e estruturas do cais do porto, a configuração das bacias e a área do aquário. Existem dispositivos de recarga no porto com capacidade máxima de içamento de 20 toneladas. A capacidade de movimentação anual do porto é de aproximadamente 2 milhões de toneladas. O porto de Gliwice é o início do Canal de Gliwice que conecta as cidades do Distrito Industrial da Alta Silésia com o rio Óder (Hidrovia do Óder) e, por meio dele, com a rede de canais internos da Europa Ocidental e do Mar Báltico.

## Meios de comunicação

### Televisão
Na voivodia da Silésia operam o centro de televisão TVP3 Katowice e a estação regional de TV da Silésia. O centro de televisão TVP Katowice foi inaugurado em 3 de dezembro de 1957. A sede da estação está localizada em Siemianowice, mas o endereço é Katowice, rua Televisão 1 (na fronteira com Siemianowice e Chorzów). A TV Katowice possui instalações de campo em Bielsko-Biała, Częstochowa e Rybnik. Em 29 de março de 2008, foi criado um concurso para TVP Katowice. A estação TVS é a primeira estação de TV regional em polonês com um perfil de informação e entretenimento. A sede fica em Katowice. A Telewizja TVN24 e a Polsat News têm seus centros regionais em Katowice.

### Estações de rádio
Na voivodia da Silésia, operam várias estações de rádio, incluindo a Rádio Polonesa Katowice, Radio 90 FM, Radio Anioł Beskidów, Radio Bielsko, Radio CCM, Radio ESKA Śląsk, Radio eM, Radio Fiat, Radio Fest, Radio Maryja, Antyradio, Radio Express, Radio Piekary, Radio Silesia, Radio Jasna Góra, Radio Vanessa, Rádio Jura, Rádio Eska Beskidy. RMF FM, RMF Maxxx e Radio Zet têm suas filiais locais em Katowice.

## Cultura

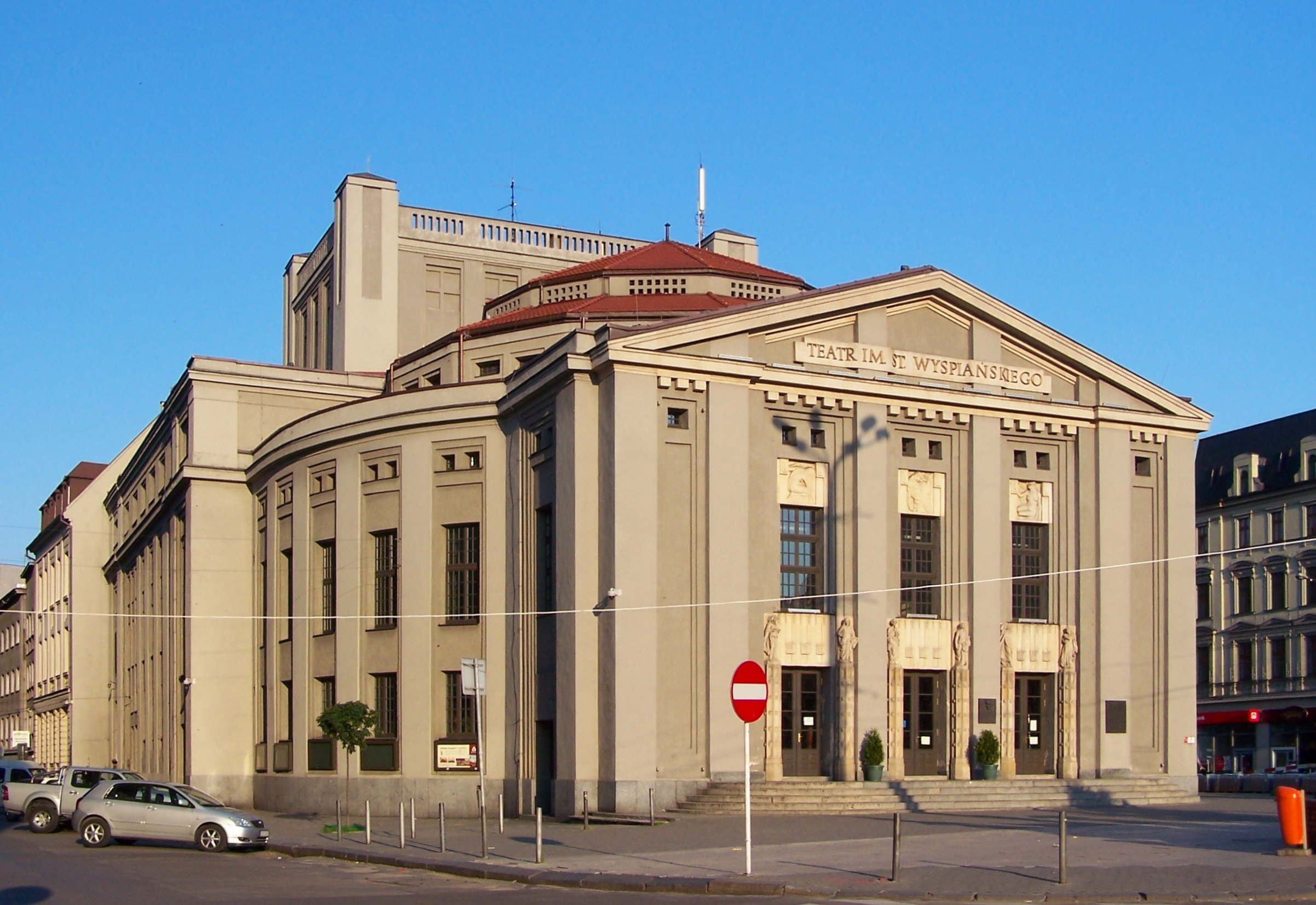
Teatro da Silésia Stanisław Wyspiański em Katowice

A cultura da voivodia da Silésia é diversa, moldada pelas influências dos habitantes da voivodia de origem polonesa, alemã, tcheca e judaica. A voivodia da Silésia é uma área que abrange áreas culturalmente diversas com um forte senso de identidade étnica. Algumas das instituições culturais que operam na voivodia incluem: Teatro da Silésia Stanisław Wyspiański em Katowice, Teatro Adam Mickiewicz em Częstochowa, o Novo Teatro em Zabrze e a Casa da Música e Dança em Zabrze, a Filarmônica de Częstochowa, a Filarmônica de Rybnik e Zabrze e a Ópera da Silésia em Bytom. Existem muitos museus na voivodia, incluindo o Museu da Alta Silésia em Bytom, o Museu da Silésia em Katowice e os museus do castelo em Bielsko, Pszczyna e Wodzisław. Muitas outras cidades da Alta Silésia também têm seus próprios museus, e há também o Museu do Pão em Radzionków.
Uma extensa atividade cultural e educacional é possível graças a uma forte base cultural, que consiste em 1 349 instituições culturais e estabelecimentos pertencentes a 185 unidades do governo local da voivodia da Silésia.
Os eventos culturais incluem: Rawa Blues Festival, Off Festival, Mayday Festival, New Music Festival, Silesian Guitar Autumn. A promoção da cultura da Silésia está a cargo do conjunto de canções e dança "Śląsk" Stanisław Hadyna.
O desenvolvimento da cinematografia silesiana é da responsabilidade da Film Institution "Silesia-Film". Inclui o Silesian Film Archive, que é a única cinemateca regional na Polônia, o Silesian Film Fund, a Silesia Film Commission que apoia os cineastas em termos de organização e cinco cinemas em Katowice, Racibórz e Żywiec, incluindo o Kino Kosmos, que é a tela de estreia das produções da Silésia.
A voivodia da Silésia concede uma distinção regional em duas fases, o Distintivo de Honra ao Mérito da voivodia da Silésia, que é concedido a pessoas físicas e outras entidades que tenham contribuído para o desenvolvimento econômico, cultural e social da voivodia por meio de suas atividades ou a execução das suas tarefas na voivodia da Silésia.

## Turismo e lazer

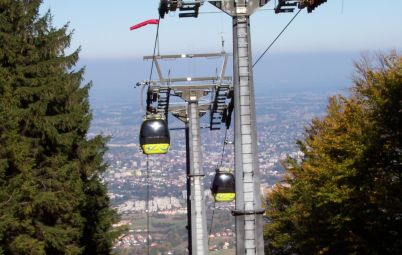
Teleférico para Szyndzielnia, na parte oriental das Besquides silesiana em Bielsko-Biała

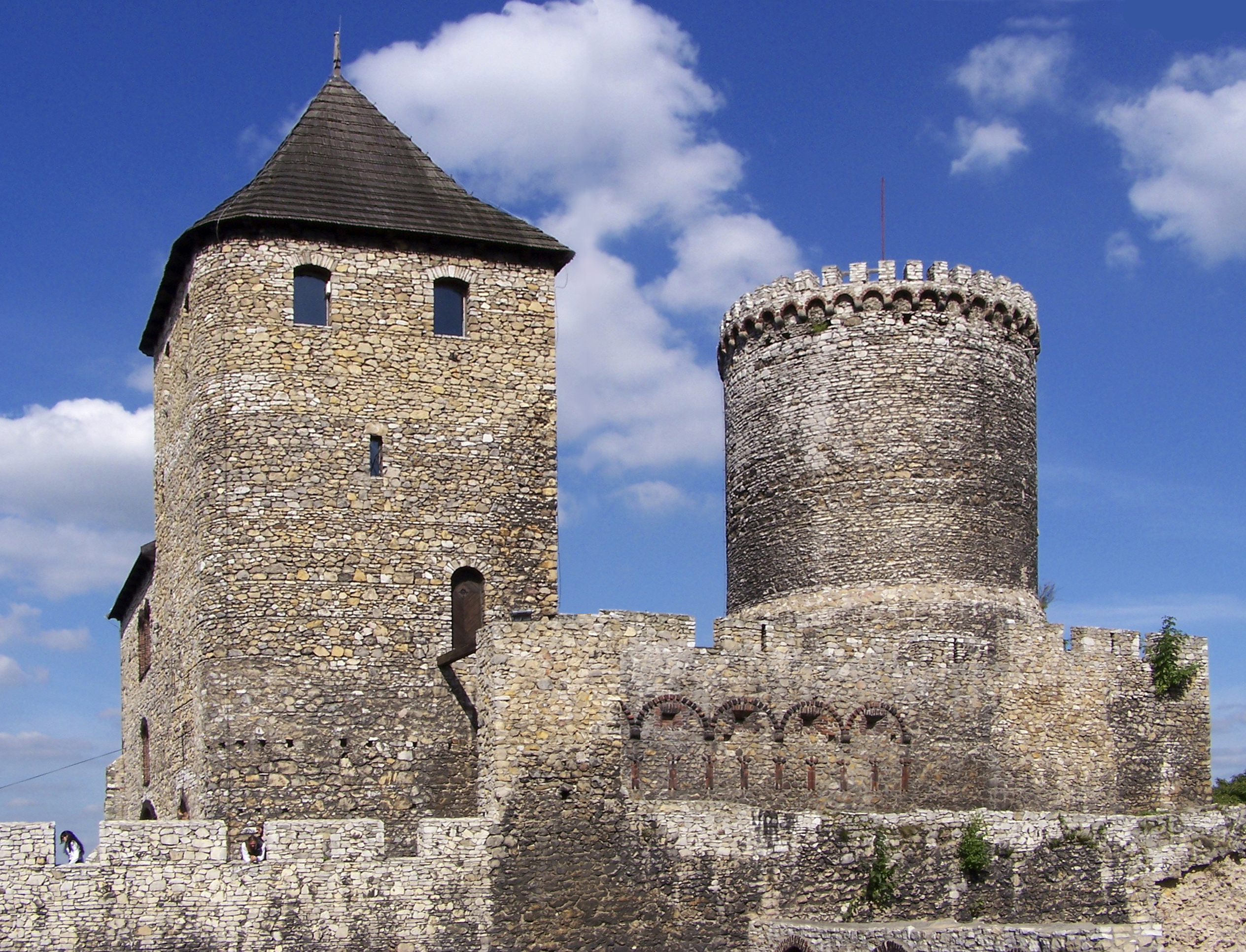
Castelo de Będzin

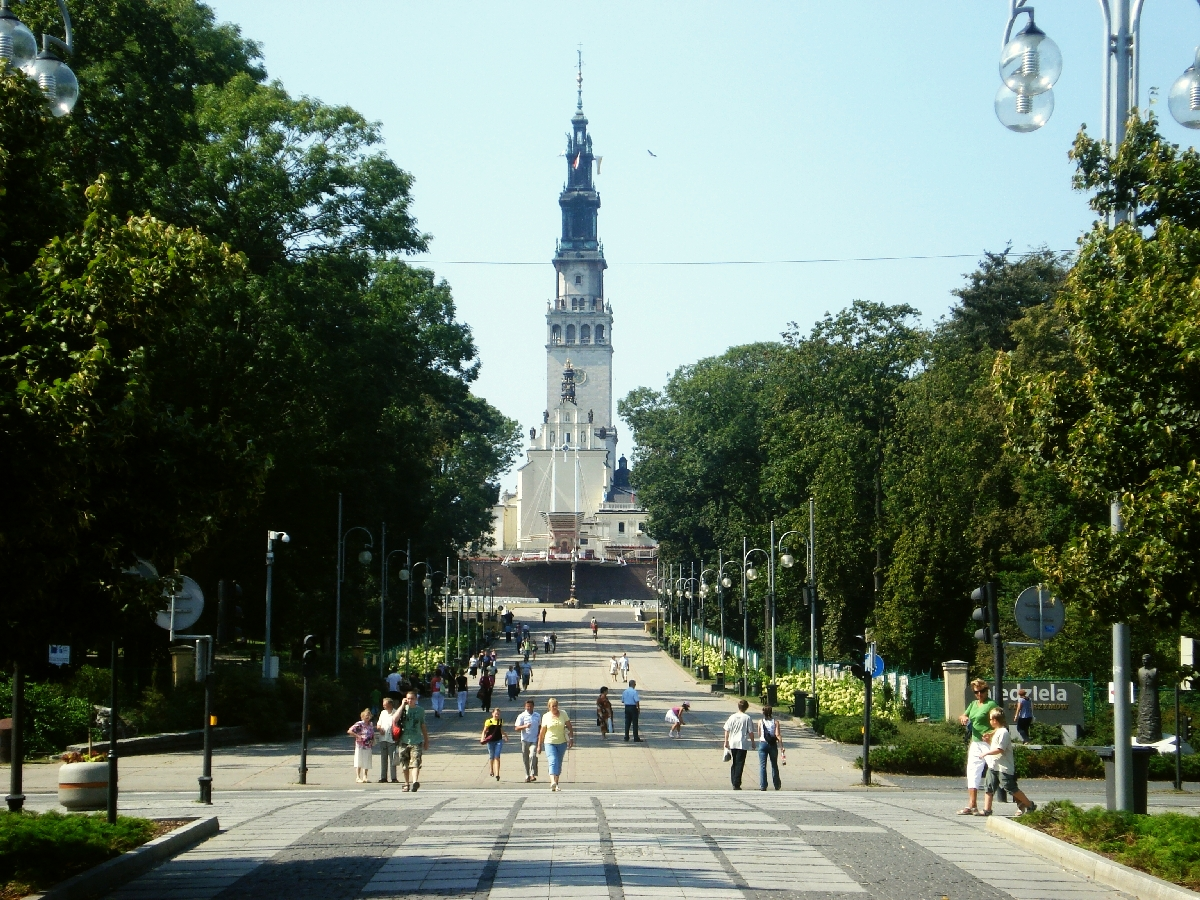
Mosteiro Jasna Góra visto do lado da avenida da Bem-Aventurada Virgem Maria

As Besquides silesiana são uma área turística, existem inúmeros centros esportivos de inverno, bem como bases turísticas e rotas turísticas (Bielsko-Biała, Szczyrk, Wisła, Istebna, Korbielów e Ustroń). Ao contrário do que parece, a voivodia da Silésia é um local com um grande número de lagos (especialmente os artificiais, que são os restos de fossos de areia para minas). Muitos deles permitem a prática de esportes náuticos. Os mais famosos são os reservatórios Pogoria em Dąbrowa Górnicza (área total de aproximadamente 800 hectares), a lagoa Sosina em Jaworzno, o lago Paprocańskie em Tychy, o lago Łąckie em Łąka perto de Pszczyna e o lago Rybnickie em Rybnik. Um lugar interessante para recreação de verão, natação e pesca também são as escavações de cascalho no rio Óder, no distrito de Wodzisław. Áreas de caminhada, escalada e espeleologia no Planalto da Cracóvia-Częstochowa, ou seja, a Trilha dos Ninhos das Águias. Em Dąbrowa Górnicza, existe também a parte ocidental do Deserto de Błędowska.
Os turistas ávidos por cultura e história podem visitar o Museu do Castelo do Estado em Pszczyna com uma reserva de bisões, o Castelo dos Piastas em Gliwice e Rybnik, o mosteiro e complexo do palácio em Rudy e Wodzisław Śląski, o Museu Distrital em Bielsko-Biała, o Museu da Fauna e Flora em Jaworze, a estação de rádio Gliwice - um local de provocação nazista às vésperas da Segunda Guerra Mundial ou seguir pela Trilha da Arquitetura em Madeira.
Além disso, ao contrário da opinião popular, pode-se também visitar as cidades antigas da voivodia - em Rybnik, Pszczyna, Gliwice, Bytom, Cieszyn, Żory, Wodzisław Śląski, Bielsko-Biała e Częstochowa. Também existem castelos na região - em Bielsko-Biała, Będzin, Chudów, Lubliniec, Podzamcze perto de Ogrodzieniec, Olsztyn perto de Częstochowa e Tarnowskie Góry-Stare em Tarnowskie Góry.
Dentre os centros religiosos históricos estão: o mosteiro Jasna Góra em Częstochowa, a basílica em Piekary Śląskie, a basílica em Pszów e o santuário em Turza Śląska. As igrejas góticas de madeira do Espírito Santo em Łaziska e de Todos os Santos em Sieroty são únicas no país.
Além disso, há muitos monumentos industriais, os mais famosos dos quais são: a Mina Histórica de Prata e a Truta Negra Adit em Tarnowskie Góry (um dos 28 objetos sob a entrada chamada Mina de Chumbo, Prata e Minério) inscritos em 2017 como o primeiro local da voivodia da Silésia na Lista do Patrimônio Mundial da UNESCO com o sistema de gestão de água subterrânea em Tarnowskie Góry), o museu mineiro ao ar livre "Królowa Luiza" e o museu subterrâneo ao ar livre "Guido" em Zabrze, a Casa do Tecelão e Museu da Tecnologia e Têxteis em Bielsko-Biała, Tyskie Browarium em Tychy. O único Museu de Mineração de Carvão na Polônia em Zabrze. Os monumentos industriais estão ligados pela Rota dos Monumentos Industriais da Voivodia da Silésia.
Os parques de lazer na voivodia da Silésia também são parques recreativos, incluindo o Parque da Silésia em Chorzów com um zoológico, um parque de diversões e um planetário, e o parque Trzy Wzgórza em Wodzisław Śląski com um complexo de esportes e entretenimento. Um lugar associado à natureza da Silésia é também o Jardim Botânico da Silésia em Mikołów.

## Natureza e sua proteção

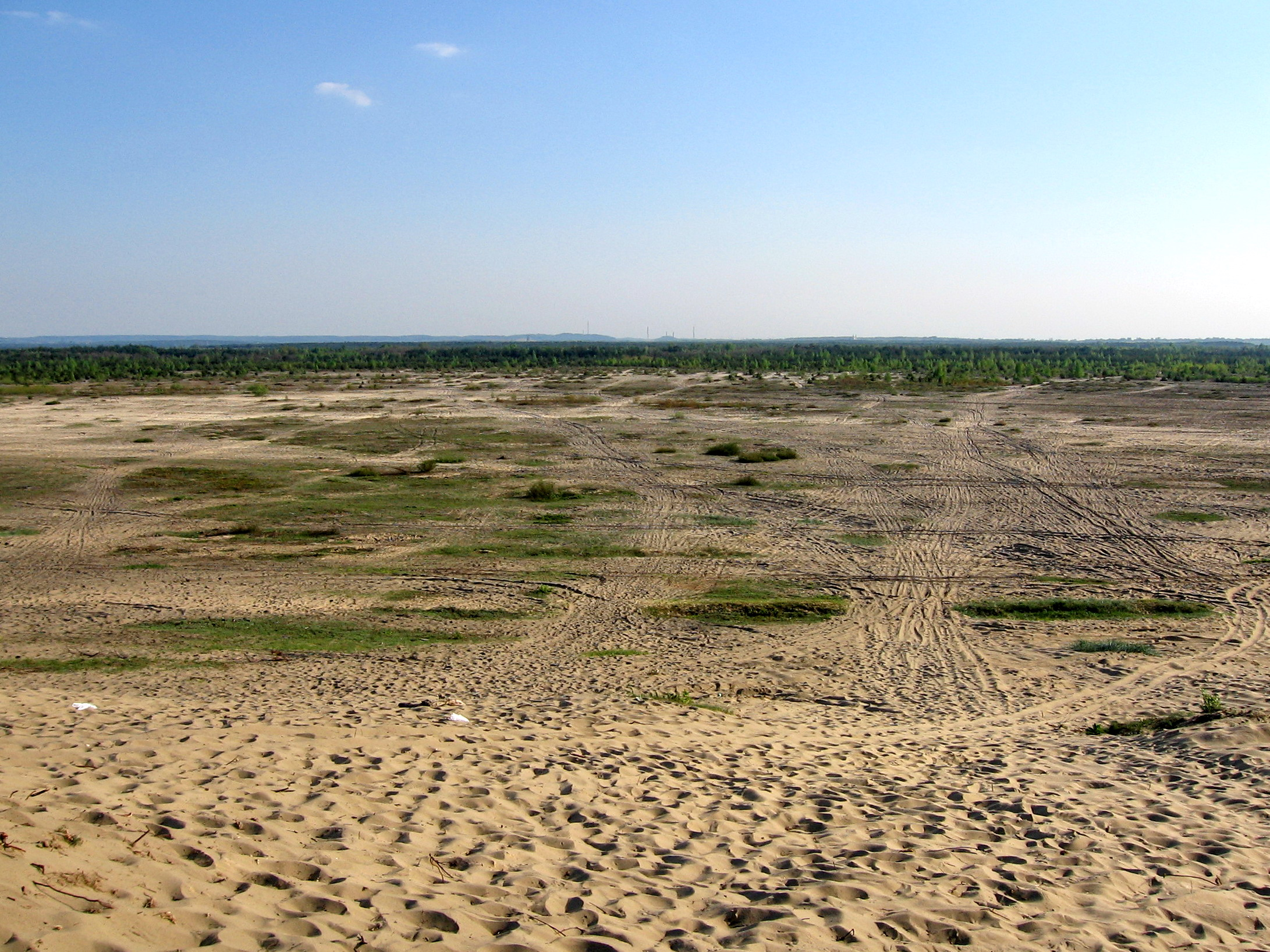
Deserto de Błędów

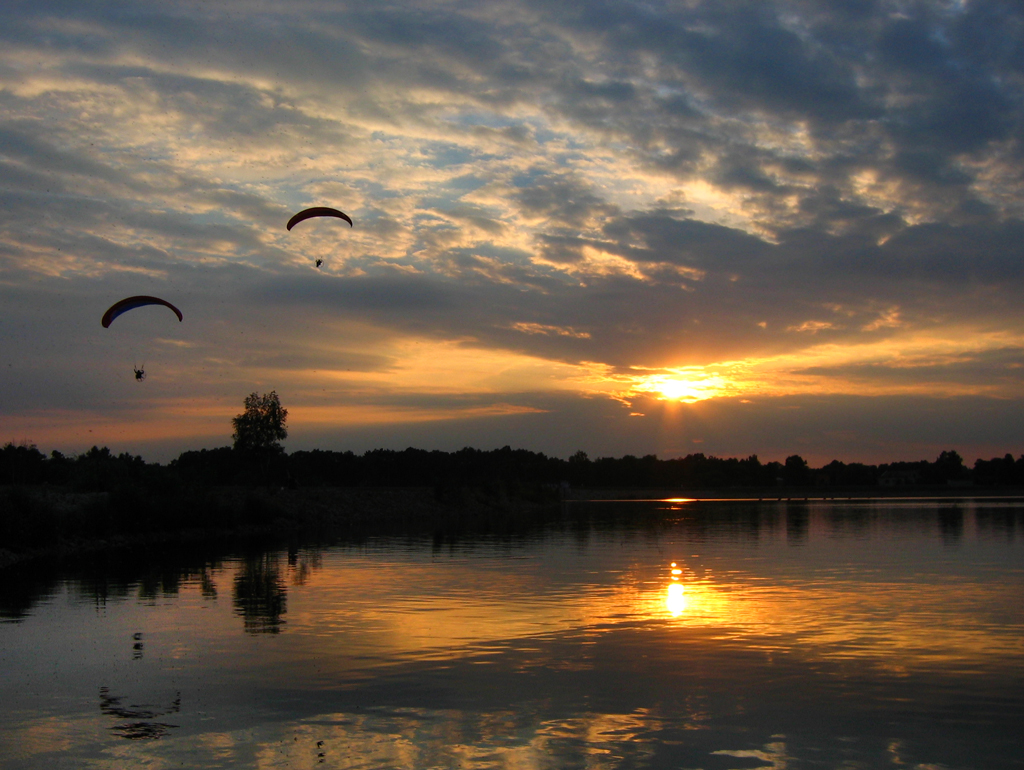
Reservatório Pogoria IV em Dąbrowa Górnicza

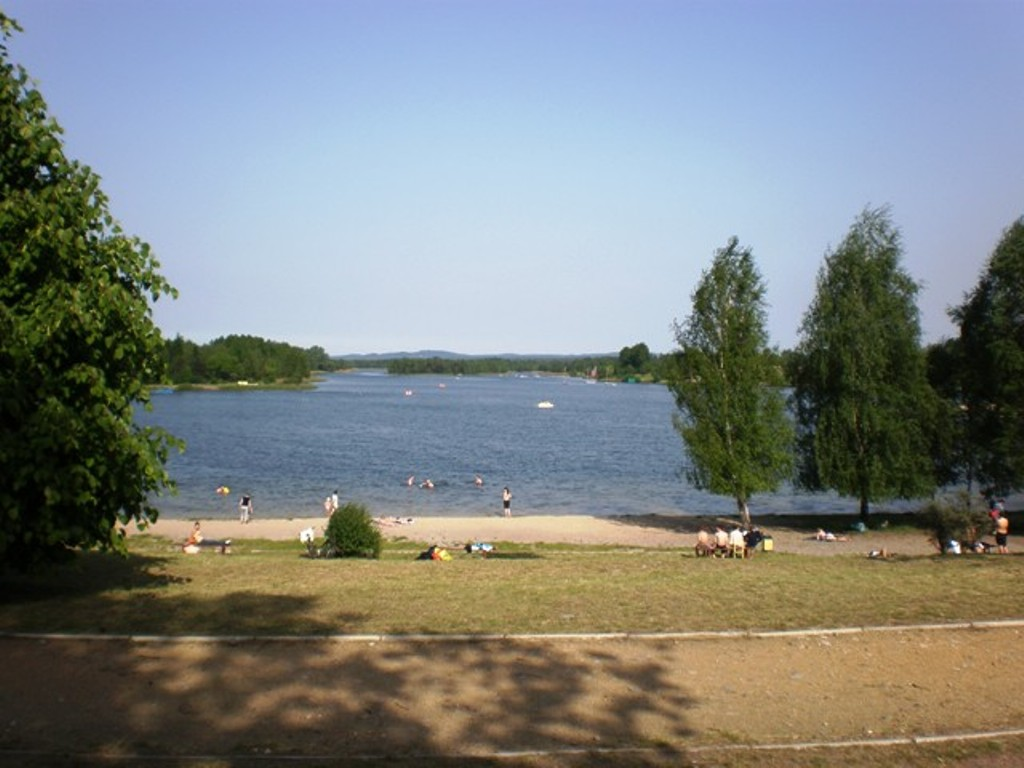
Reservatório de Sosina em Jaworzno

Segundo dados de 31 de dezembro de 2012, na voivodia da Silésia as florestas cobriam uma área de 392,2 mil hectares, que constituía 31,8% de sua área.
Na voivodia da Silésia existem complexos florestais, cujos nomes históricos e convencionais são:
- Florestas Lubliniec
- Florestas de Racibórz
- Florestas Pszczyna

O estado das florestas na voivodia da Silésia é o resultado de mudanças negativas e da atividade humana, principalmente nos séculos XVIII, XIX e XX. No início da chamada Era industrial, as florestas da Silésia foram submetidas a uma economia particularmente devastadora relacionada à extração irracional de matéria-prima de madeira, que estava relacionada ao rápido desenvolvimento e às necessidades das fundições de zinco, chumbo e ferro, e à crescente demanda das minas de carvão mineral para a madeira necessária para o desenvolvimento de escavações de mineração. Isso levou ao abate maciço de árvores decíduas (faia, carvalho, bétula, amieiro, carpino). Essas medidas levaram a uma mudança na composição de espécies das florestas da Silésia e a um aumento na participação de espécies de coníferas. Os povoamentos de uma única espécie, pinho maciço e abetos foram plantados em grande escala, independentemente do tipo de habitat. Por esse motivo, a degradação dos habitats se aprofundou significativamente, perturbando a estrutura biocenótica dos povoamentos, o que por sua vez resultou em surtos mais frequentes de insetos nocivos nas árvores da floresta.
Um dos lugares naturais mais importantes da voivodia da Silésia é a Reserva Wielikąt localizada no condado de Wodzisław. Em sua área existem criadouros de aves de espécies ameaçadas de extinção em escala global, europeia e nacional, tais como: águia-rabalva, franga-d'água-grande, [[Tringa totanus|cacongo|, martim-pescador, pisco-de-peito-azul e felosa-unicolor. Muitas dessas espécies de pássaros ocorrem no sul da Polônia apenas na reserva Wielikąt.
Parques paisagísticos localizados na voivodia da Silésia:
- Parque da Silésia;
- Parque paisagístico das Pequenas Besquides;
- Parque paisagístico das Besquides da Silésia;
- Parque paisagístico Rudy;
- Parque paisagístico Lasy nad Górną Liswarta;
- Parque paisagístico dos Ninhos das Águias;
- Parque paisagístico Stawki;
- Parque paisagístico de Załęczański;
- Parque paisagístico Żywiec;
- Reserva natural do Vale Żabnik;
- Monumento natural Sodowa Góra;
- Reserva natural Łężczok;
- Reserva natural de Segiet;
- Jardim botânico Arboretum Bramy Morawskiej;
- Complexo de natureza e paisagem "Wielikąt"
- Parque em Wodzisław Śląski-Kokoszyce
- Reserva de bisões "Żubrowisko" em Jankowice perto de Pszczyna

## Ciência e educação

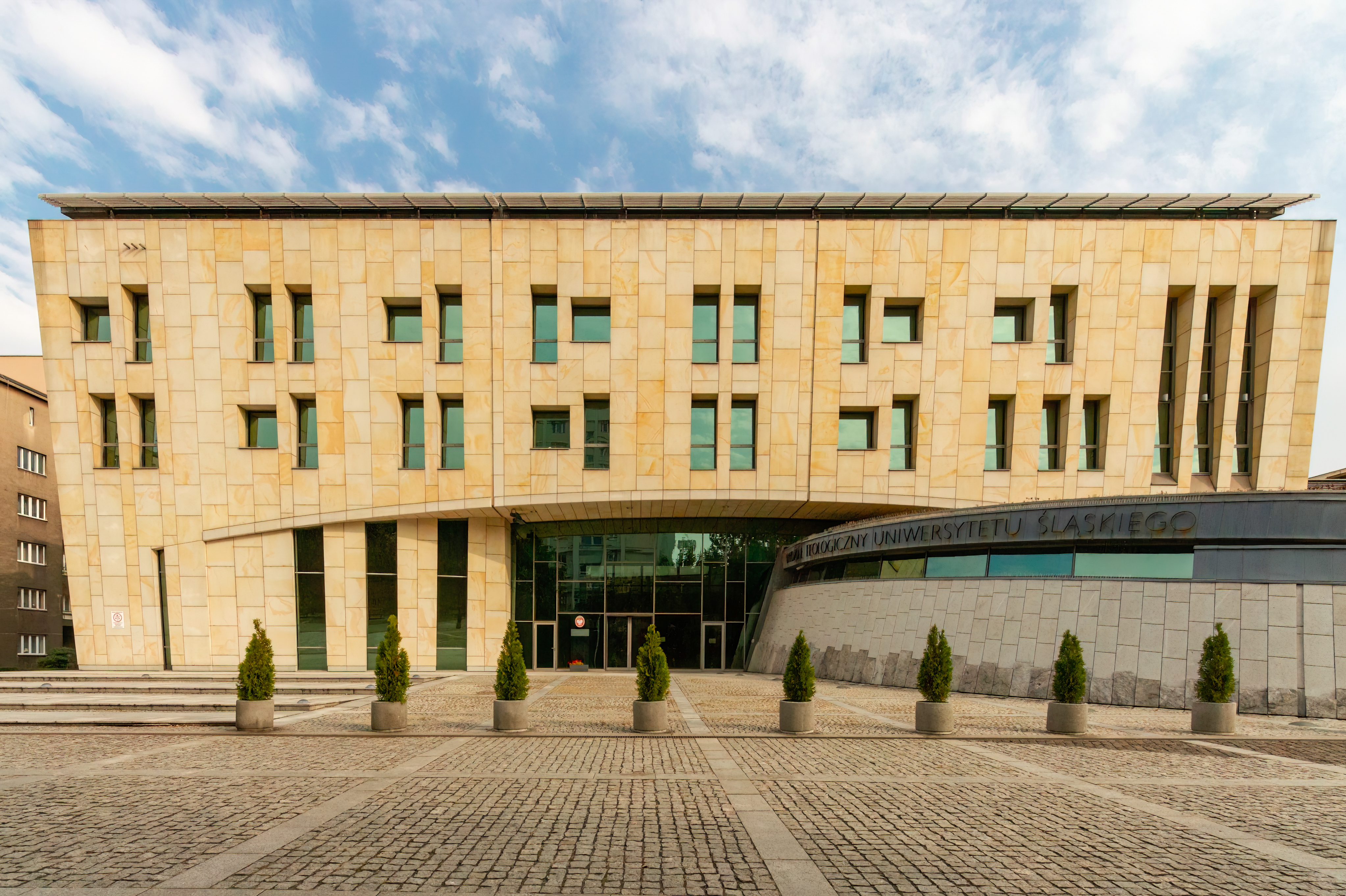
Faculdade de Teologia da Universidade da Silésia

Existem 34 universidades e 25 unidades locais na voivodia. No entanto, até a década de 1960, a voivodia da Silésia não tinha universidade.
As maiores universidades da voivodia (de acordo com o número de alunos, em 30 de novembro de 2016) incluíam:
1. Universidade da Silésia, em Katowice (23 133 estudantes),
2. Universidade Silesiana de Tecnologia em Gliwice (21 366 estudantes),
3. Universidade de Economia em Katowice (10 345 estudantes),
4. Universidade de Medicina da Silésia, em Katowice (9 870 estudantes),
5. Universidade de Tecnologia em Częstochowa (7 881 estudantes),
6. Universidade de Tecnologia e Humanidades em Bielsko-Biala (5 482 estudantes),
7. Academia de Educação Física Jerzy Kukuczka em Katowice (4 727 estudantes),
8. Universidade de Humanidades e Ciências da Vida Jan Długosz em Częstochowa (4 525 estudantes).[43]

## Religião

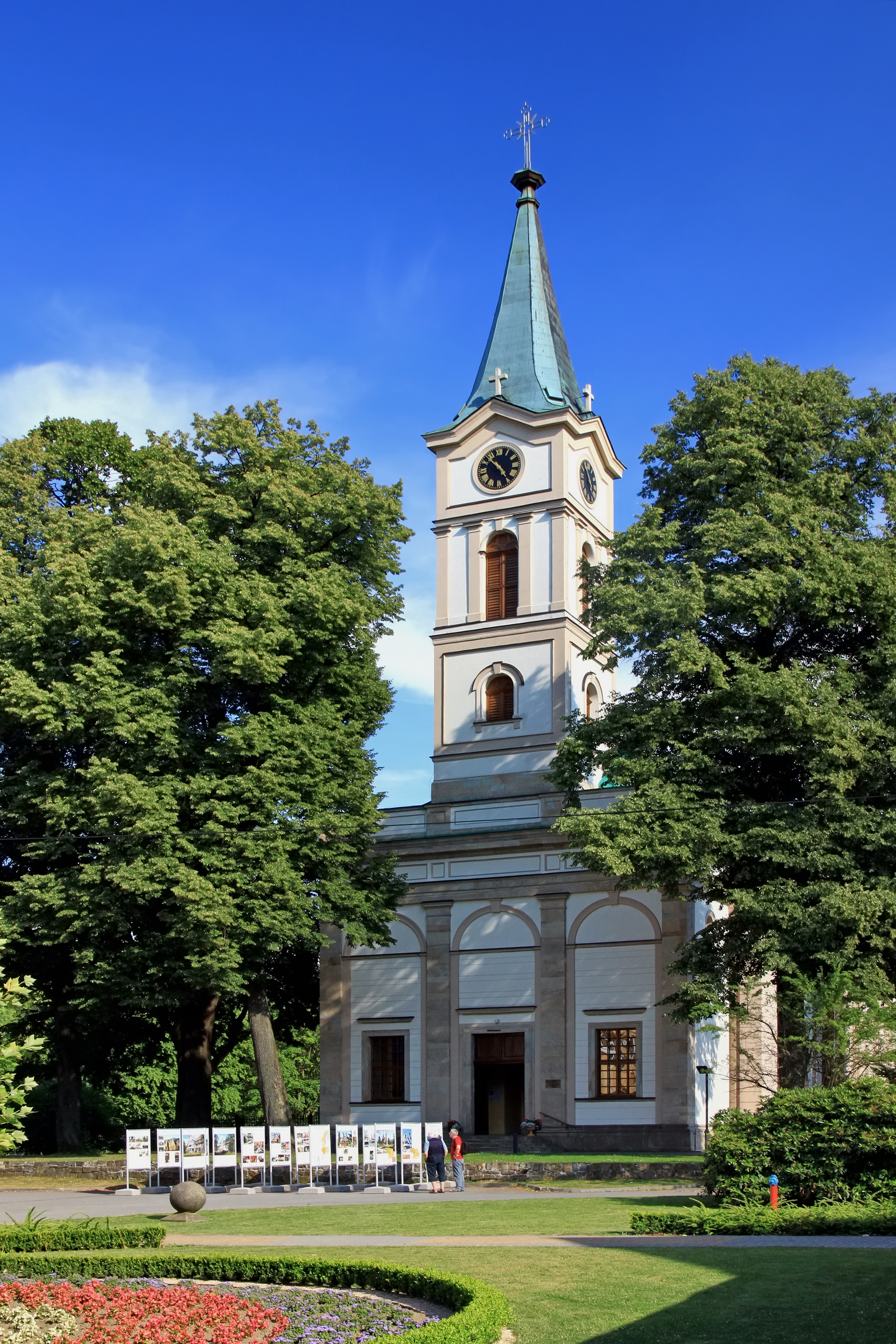
Igreja Evangélica-Augsburgo em Wisła

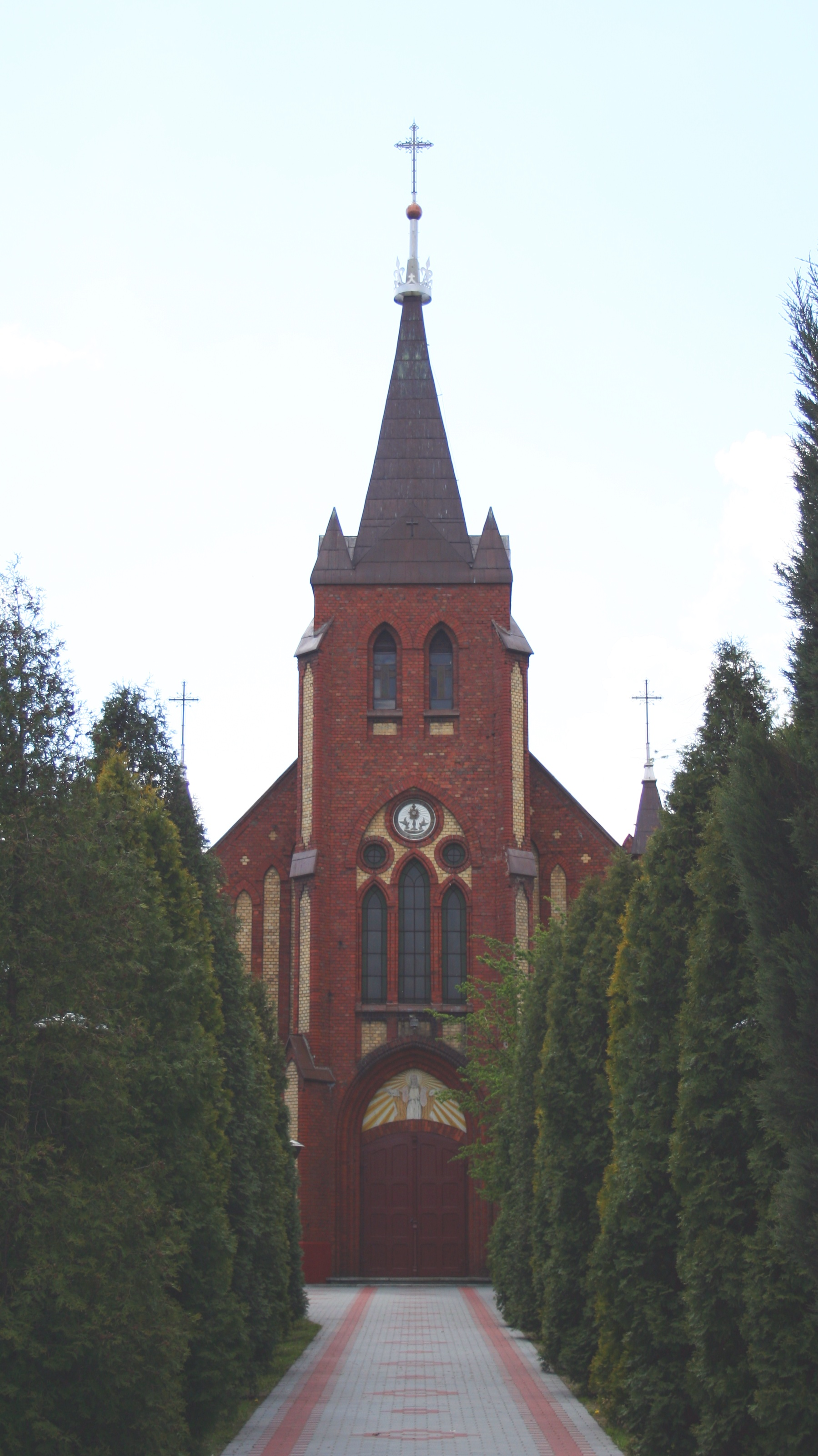
Igreja de Santa Maria Madalena em Gniazdów

Existem três metrópoles católicas romanas na voivodia: Częstochowa, Katowice e Cracóvia.
Na voivodia da Silésia, os principais centros de culto religioso católico são Jasna Góra, a Basílica da Bem-aventurada Virgem Maria e São Bartolomeu em Piekary Śląskie e a Basílica da Natividade da Bem-Aventurada Virgem Maria em Pszów.
Existem duas dioceses da Igreja Evangélica-Augsburgo na Polônia, na Silésia: a Diocese de Cieszyn e a Diocese de Katowice. Mais da metade dos luteranos poloneses vive na voivodia, a maioria deles no condado de Cieszyn.
Nas proximidades de Koziegłów e Starcza, existe uma grande concentração de mariavitas pertencentes à diocese da Silésia-Łódź da Igreja Mariavita da Antiga Igreja Católica.
Existem também: a Igreja Católica Grega, a Igreja Católica Polonesa, a Igreja Católica Velha, a Igreja Católica Mariavita, a Igreja Ortodoxa Autocéfala Polonesa, as Testemunhas de Jeová, o Movimento Missionário da Epifania, a Igreja de Jesus Cristo dos Santos dos Últimos Dias, a Karma Kagyu Diamond Way Buddhist Association, a Liga Muçulmana na República da Polônia e a União das Comunidades Religiosas Judaicas na República da Polônia.

## Esportes

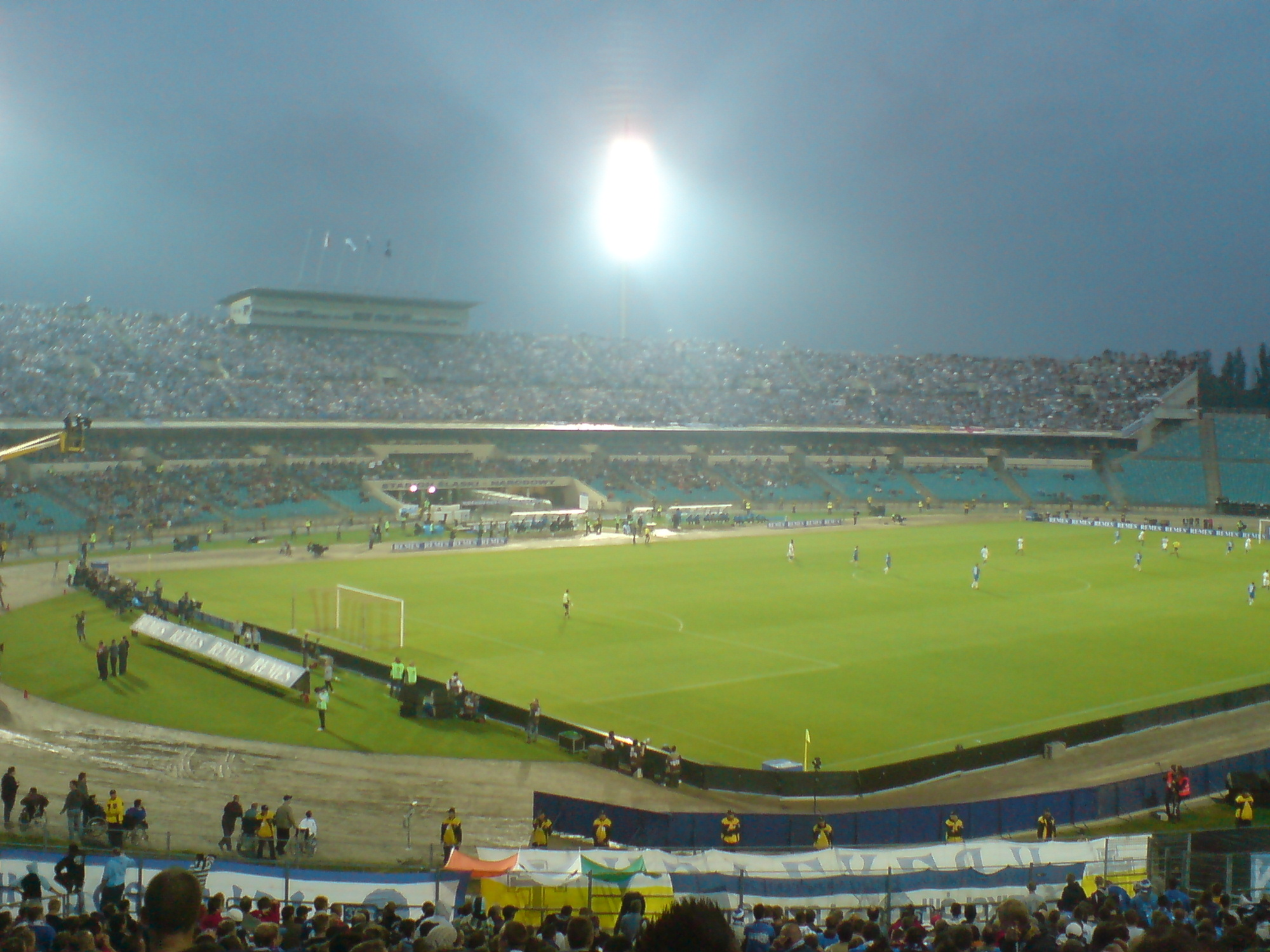
Estádio da Silésia em Chorzowie

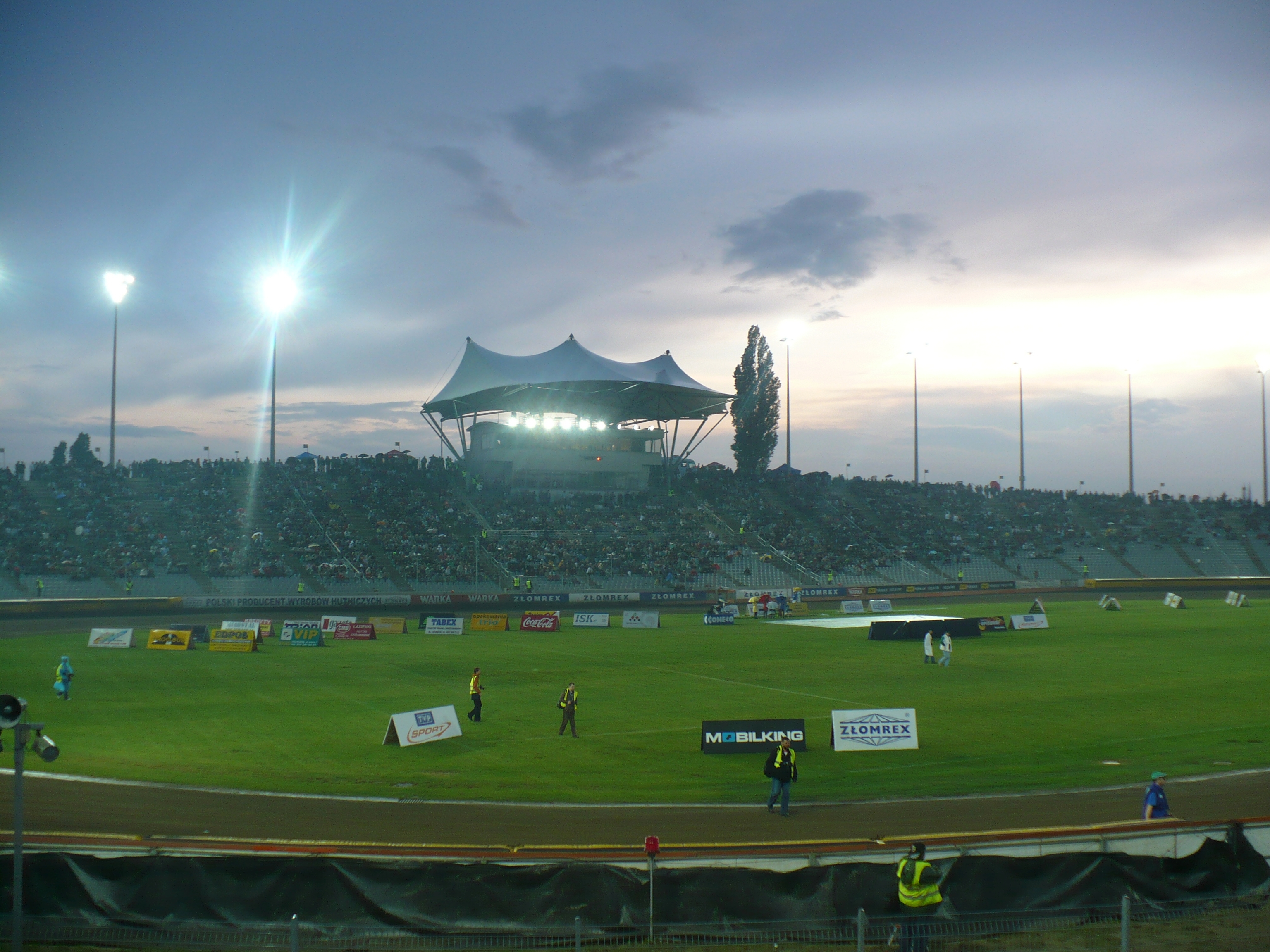
Estádio Arena Częstochowa

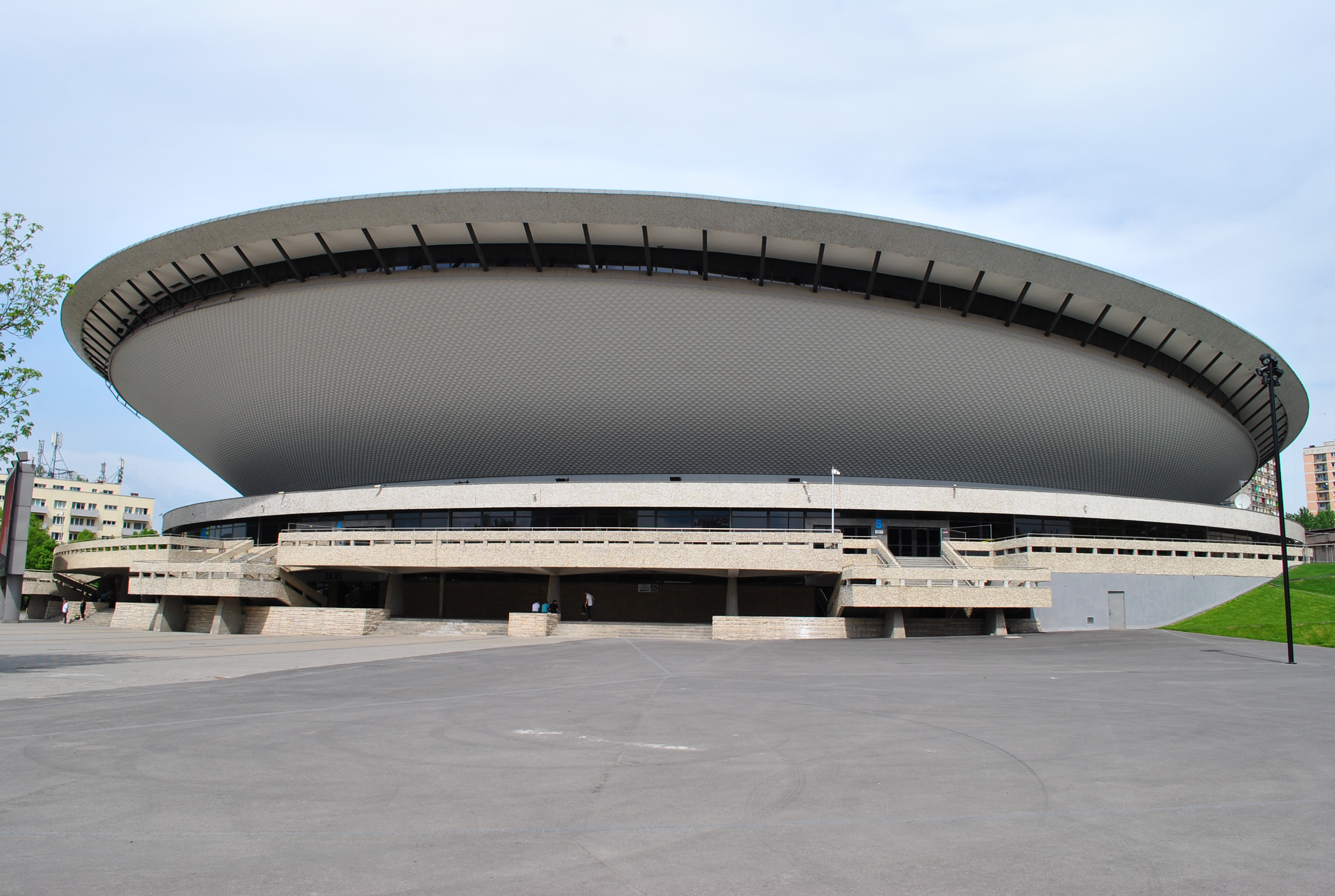
Hala sportowa Spodek em Katowice

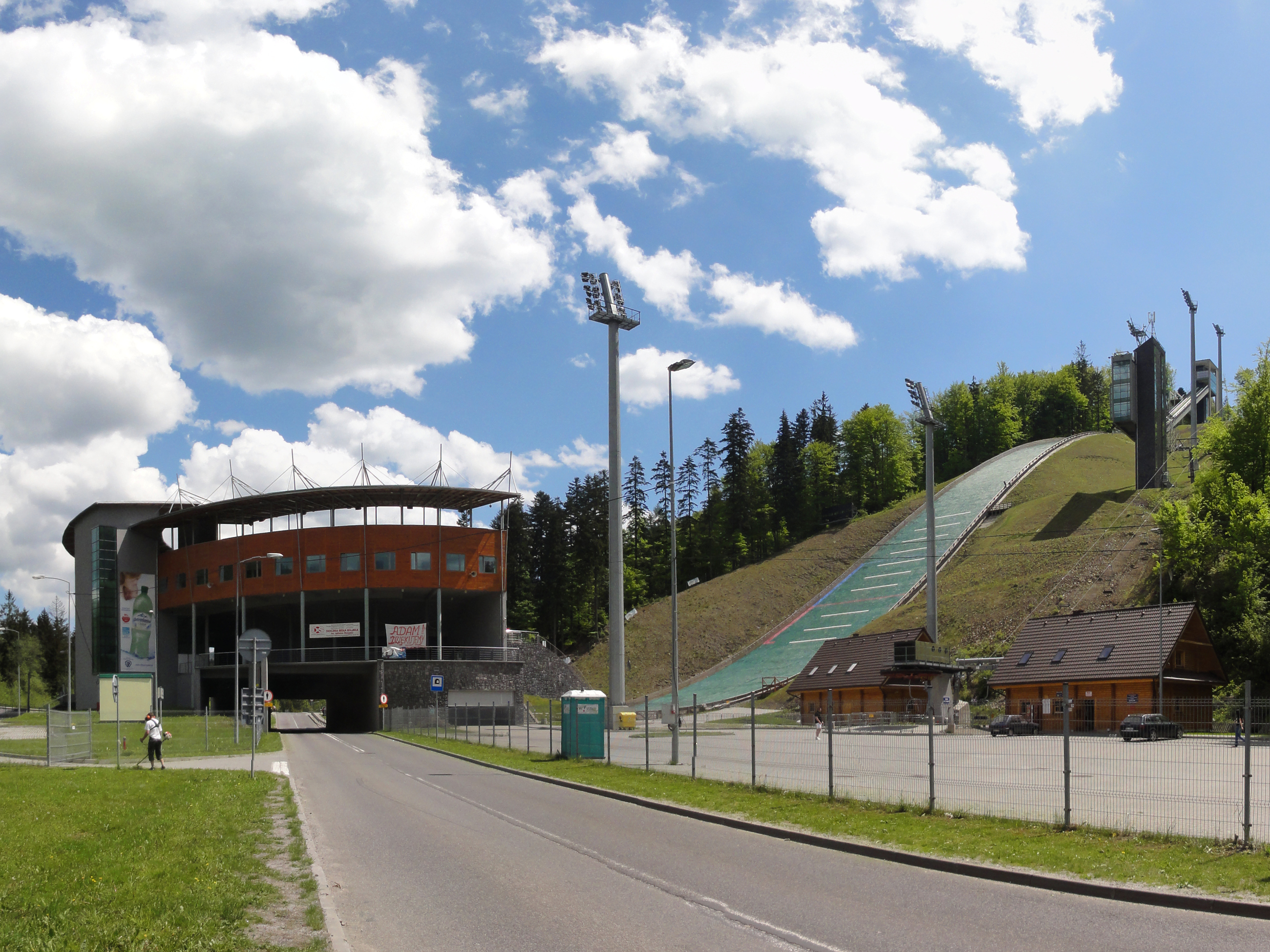
Salto de esqui Adam Małysz em Wisła-Malince

### Biatlo
Até 10 dos 35 clubes de biatlo associados à Associação de Biatlo da Polônia operam na voivodia da Silésia. A Silésia é a segunda voivodia do país com o maior número de clubes de biatlo. Mais clubes de biatlo (12) operam apenas na voivodia da Baixa Silésia. Dois dos três Centros de Treinamento Esportivo Juvenil de Biatlo Polonês (BOSSM), localizados em Wodzisław Śląski e Żywiec, operam na voivodia da Silésia. O campeão mundial e europeu, bem como o vice-campeão olímpico de biatlo, Tomasz Sikora, vem da voivodia da Silésia.

### Futebol americano
O futebol americano está se tornando um esporte popular na voivodia da Silésia. Várias equipes já estão operando aqui: Tychy Falcons, Hammers Łaziska Górne ou Silesia Rebels.

### Hóquei no gelo
Existem muitas equipes de hóquei no gelo na Silésia. As equipes da Silésia frequentemente conquistaram o título de Campeão Polonês e a Copa da Polônia. O atual campeão polonês é JKH GKS Jastrzębie. Seis vezes o campeonato polonês foi vencido pelas equipes de GKS Katowice e Polonia Bytom. Além disso, os campeões poloneses de hóquei no gelo foram as equipes: Zagłębie Sosnowiec, GKS Tychy, Dąb Katowice. O time mais bem sucedido na competição pela Copa da Polônia é o GKS Tychy, oito vezes vencedor deste troféu. Outro time famoso é o Naprzód Janów.

### Tiro com arco
Os seguintes clubes de tiro com arco operam na voivodia da Silésia: MLKS Czarna Strzała Bytom, LKS Łucznik Żywiec, Clube de Tiro com Arco da Silésia "REFLEX" e o Clube de Tiro com Arco A3D TOSZEK.

### Petanca
Existem várias organizações desportivas de petanca na Silésia. Três delas, o Żywiec Boules Club, o Silesian Petanque Club "Carbon" e a Petanque Section da Saint-Etienne City House Association em Katowice, estão associados à Federação Polonesa de Petanca e jogam na liga PFP. Em dez anos, desde a fundação da Federação em 2001, o clube de Żywiec conquistou quatro vezes o título de Campeão Polonês de Clubes, e seus jogadores sete vezes o título de Campeão Sênior Polonês, e depois representaram a Polônia no Mundial e nos campeonatos europeus.

### Futebol
Górnik Zabrze e Ruch Chorzów conquistaram repetidamente os títulos de Campeão e Vice-Campeão Polonês, além da Copa da Polônia. Além disso, os campeões poloneses de futebol foram duas equipes de Bytom: Polonia e Szombierki. As equipes de Katowice GieKSa e Zagłębie Sosnowiec foram vice-campeãs quatro vezes e venceram a Copa da Polônia várias vezes. Além disso, AKS Chorzów, 1. FC Katowice, GKS Tychy e Odra Wodzisław Śląski subiram ao pódio do campeonato polonês de futebol. Nas décadas de 1950 e 1960, metade dos clubes da Ekstraklasa polonesa provinha dessa voivodia.
A prova da importância do futebol para os habitantes da Silésia é o fato de possuir uma equipe de futebol própria. A Seleção da Silésia é formada apenas por jogadores que jogam todos os dias em clubes de futebol da Alta Silésia.

### Voleibol
Equipes líderes: Jastrzębski Węgiel, Wkręt-Met Domex AZS Częstochowa, Płomień Sosnowiec, TKS Tychy e Energetyk Jaworzno. BKS Stal Bielsko-Biała é a equipe de voleibol de maior sucesso entre as equipes da Liga Polonesa de Voleibol Feminino. A equipe do MKS Dąbrowa Górnicza também disputa a segunda temporada da Liga Plus Feminina.

### Salto de esqui
Os clubes mais populares onde você pode praticar saltos de esqui são: WSS Wisła, AZS-AWF Katowice e SSR LZS Sokół Szczyrk. Adam Małysz, multi-campeão mundial e vencedor da Copa do Mundo, vem da voivodia da Silésia.

### Motociclismo
O motociclismo também é popular na voivodia da Silésia. As equipes de Speedway mais famosas da voivodia da Silésia são: RKM Rybnik e Włókniarz Częstochowa, pertencentes às principais equipes polonesas.

### Instalações esportivas
O maior estádio da voivodia é o Estádio da Silésia em Chorzów. Funciona como estádio de futebol e atletismo. Vários estádios de futebol modernos existem ou estão em construção na voivodia: o City Stadium em Gliwice, o City Stadium em Bielsko-Biała, o Ernest Pohl em Zabrze, City Stadium em Tychy. Outros grandes estádios são o Estádio Szombierek Bytom, o Estádio Ruch Chorzów, o Estádio da Cidade em Rybnik, o estádio Arena Częstochowa e o Estádio MOSiR em Wodzisław Śląski.
Existem também muitas salas de esportes e entretenimento na voivodia, as maiores das quais são: Spodek em Katowice, Sports Hall Częstochowa, Sports and Entertainment Hall em Bielsko-Biała, Sports and Entertainment Hall Centrum em Dąbrowa Górnicza, Sports and Entertainment Hall em Jastrzębie -Zdrój, Polonia, Sports and Entertainment Hall em Zabrze. A maior instalação desse tipo na voivodia é Arena Gliwice.
Entre outras instalações esportivas, vale a pena mencionar: o salto de esqui em Wisła-Malinka, o salto de Skalite em Szczyrk.

## Administração e política

Logotipo da voivodia da Silésia

### Autogoverno da voivodia
O órgão de decisão é o Sejmik da Voivodia da Silésia, composto por 45 conselheiros. A sede do conselho da voivodia é Katowice. O Sejmik elege o corpo executivo do governo local, que é o conselho da voivodia, composto por 5 membros com seu presidente, o marechal.
| Comissão eleitoral              | Cadeiras |
| ------------------------------- | -------- |
| Lei e Justiça                   | 22/45    |
| Coalizão Cívica                 | 19/45    |
| Aliança da Esquerda Democrática | 2/45     |
| Partido Popular da Polônia      | 1/45     |
| Independente                    | 1/45     |

O orçamento da voivodia da Silésia em 2013 foi encerrado com despesas de 1 705,5 milhões de PLN e receitas de 1 592,9 milhões de PLN. A dívida da autarquia local no final de 2013 ascendia a 500,1 milhões de PLN, o que representava 31,4% do valor das receitas efetuadas.

### Administração governamental

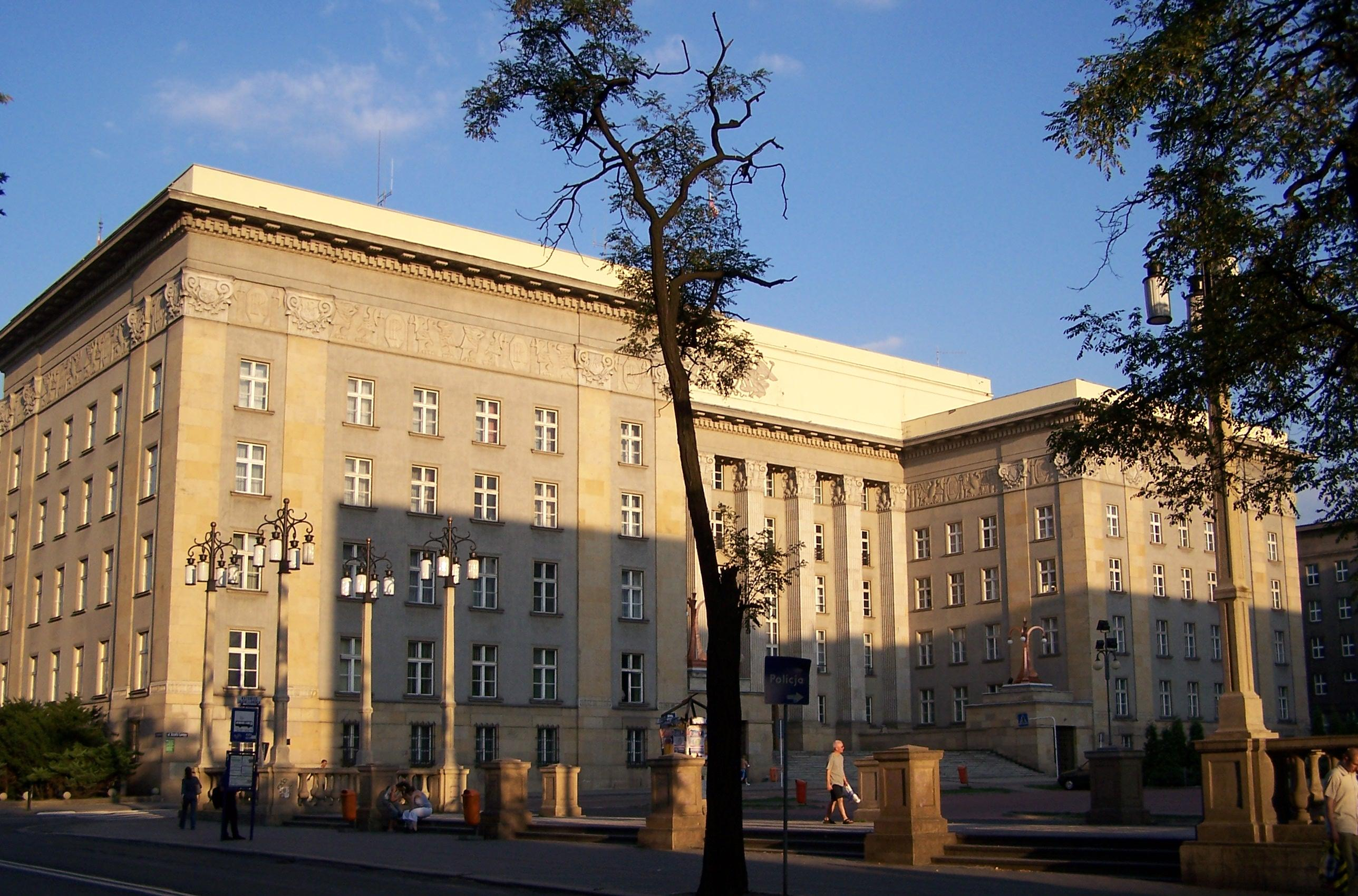
A sede do governo da voivodia - o edifício do Parlamento da Silésia

O órgão de administração governamental é o voivoda da Silésia, nomeado pelo primeiro-ministro. A sede do voivoda é Katowice, onde o gabinete da voivodia da Silésia em Katowice está localizado. Existem também duas delegações no gabinete: em Bielsko-Biała e em Częstochowa.
As delegações do gabinete regional cobrem:
- a delegação em Bielsko-Biała nos condados de: Bielsko, Cieszyn e Żywiec e na cidade de Bielsko-Biała.
- a delegação em Częstochowa nos seguintes condados: Częstochowa, Kłobuck, Myszków e a cidade de Częstochowa.[47]

## Segurança pública
Há um centro de notificação de emergência em Katowice, na voivodia da Silésia, que lida com relatórios de emergência para os números 112, 997, 998 e 999.

### Exército
As unidades militares das Forças Armadas polonesas estão estacionadas na voivodia, incluindo:
- Forças Terrestres da Polônia
  - 18.º Batalhão Aerotransportado Bielski
  - 6.º Batalhão Aerotransportado
  - 5.º Regimento Químico Tarnowskie Góry
- Força Aérea polonesa
  - 34.º Esquadrão de Mísseis de Defesa Aérea da Silésia
- Forças Especiais da República da Polônia
  - Unidade de Comando Militar
  - Unidade Militar Agat

Instituições que executam tarefas para as Forças Armadas polonesas:
Unidade de administração militar do Ministério da Defesa Nacional - Estado-Maior Militar da Voivodia em Katowice
- Polícia Militar
- Serviço de contra-espionagem militar